# Llista d'asteroides (441001-442000)
Llista d'asteroides del 441.001 al 442.000, amb data de descoberta i descobridor. És un fragment de la llista d'asteroides completa. Als asteroides se'ls dona un número quan es confirma la seva òrbita, per tant apareixen llistats aproximadament segons la data de descobriment.

## 441001– 441100
| Nom    | Designació provisional | Data de descobriment   | Lloc de descobriment | Descobridor/s          |
| ------ | ---------------------- | ---------------------- | -------------------- | ---------------------- |
| 441001 | 2007 DO49              | 25 de gener de 2007    | Catalina             | CSS                    |
| 441002 | 2007 DS53              | 19 de febrer de 2007   | Mount Lemmon         | Mt. Lemmon Survey      |
| 441003 | 2007 DY81              | 23 de febrer de 2007   | Kitt Peak            | Spacewatch             |
| 441004 | 2007 DG82              | 17 de febrer de 2007   | Kitt Peak            | Spacewatch             |
| 441005 | 2007 DA93              | 23 de febrer de 2007   | Socorro              | LINEAR                 |
| 441006 | 2007 DL96              | 23 de febrer de 2007   | Mount Lemmon         | Mt. Lemmon Survey      |
| 441007 | 2007 DZ98              | 27 de gener de 2007    | Mount Lemmon         | Mt. Lemmon Survey      |
| 441008 | 2007 DV100             | 8 de febrer de 2007    | Kitt Peak            | Spacewatch             |
| 441009 | 2007 DP116             | 16 de febrer de 2007   | Catalina             | CSS                    |
| 441010 | 2007 EB6               | 28 d'octubre de 2005   | Kitt Peak            | Spacewatch             |
| 441011 | 2007 EX12              | 26 de febrer de 2007   | Mount Lemmon         | Mt. Lemmon Survey      |
| 441012 | 2007 EQ15              | 9 de març de 2007      | Kitt Peak            | Spacewatch             |
| 441013 | 2007 EM69              | 10 de març de 2007     | Kitt Peak            | Spacewatch             |
| 441014 | 2007 EK72              | 5 d'octubre de 2004    | Kitt Peak            | Spacewatch             |
| 441015 | 2007 EM82              | 12 de març de 2007     | Kitt Peak            | Spacewatch             |
| 441016 | 2007 EY83              | 12 de març de 2007     | Kitt Peak            | Spacewatch             |
| 441017 | 2007 EG115             | 13 de març de 2007     | Mount Lemmon         | Mt. Lemmon Survey      |
| 441018 | 2007 EO131             | 9 de març de 2007      | Mount Lemmon         | Mt. Lemmon Survey      |
| 441019 | 2007 EE135             | 29 de gener de 2007    | Kitt Peak            | Spacewatch             |
| 441020 | 2007 EC147             | 26 de febrer de 2007   | Mount Lemmon         | Mt. Lemmon Survey      |
| 441021 | 2007 EE147             | 26 de febrer de 2007   | Mount Lemmon         | Mt. Lemmon Survey      |
| 441022 | 2007 EM160             | 14 de març de 2007     | Kitt Peak            | Spacewatch             |
| 441023 | 2007 ET170             | 8 de febrer de 2007    | Kitt Peak            | Spacewatch             |
| 441024 | 2007 EX173             | 10 de març de 2007     | Kitt Peak            | Spacewatch             |
| 441025 | 2007 EN185             | 14 de març de 2007     | Mount Lemmon         | Mt. Lemmon Survey      |
| 441026 | 2007 EB193             | 14 de març de 2007     | Socorro              | LINEAR                 |
| 441027 | 2007 EN196             | 15 de març de 2007     | Kitt Peak            | Spacewatch             |
| 441028 | 2007 EW210             | 8 de març de 2007      | Palomar              | NEAT                   |
| 441029 | 2007 EX217             | 15 de març de 2007     | Kitt Peak            | Spacewatch             |
| 441030 | 2007 EB221             | 13 de març de 2007     | Mount Lemmon         | Mt. Lemmon Survey      |
| 441031 | 2007 FW2               | 16 de març de 2007     | Catalina             | CSS                    |
| 441032 | 2007 FS7               | 16 de març de 2007     | Mount Lemmon         | Mt. Lemmon Survey      |
| 441033 | 2007 FD13              | 19 de març de 2007     | Catalina             | CSS                    |
| 441034 | 2007 FR20              | 20 de març de 2007     | Purple Mountain      | PMO NEO Survey Program |
| 441035 | 2007 FF25              | 20 de març de 2007     | Kitt Peak            | Spacewatch             |
| 441036 | 2007 GC11              | 11 d'abril de 2007     | Kitt Peak            | Spacewatch             |
| 441037 | 2007 GG21              | 11 d'abril de 2007     | Mount Lemmon         | Mt. Lemmon Survey      |
| 441038 | 2007 GW21              | 11 d'abril de 2007     | Mount Lemmon         | Mt. Lemmon Survey      |
| 441039 | 2007 GB51              | 15 d'abril de 2007     | Kitt Peak            | Spacewatch             |
| 441040 | 2007 GG59              | 15 d'abril de 2007     | Kitt Peak            | Spacewatch             |
| 441041 | 2007 GZ66              | 15 d'abril de 2007     | Kitt Peak            | Spacewatch             |
| 441042 | 2007 HF3               | 26 de març de 2007     | Mount Lemmon         | Mt. Lemmon Survey      |
| 441043 | 2007 HD13              | 29 de març de 2007     | Kitt Peak            | Spacewatch             |
| 441044 | 2007 HK30              | 19 d'abril de 2007     | Mount Lemmon         | Mt. Lemmon Survey      |
| 441045 | 2007 HC41              | 20 d'abril de 2007     | Socorro              | LINEAR                 |
| 441046 | 2007 HM45              | 18 d'abril de 2007     | Kitt Peak            | Spacewatch             |
| 441047 | 2007 HH64              | 22 d'abril de 2007     | Mount Lemmon         | Mt. Lemmon Survey      |
| 441048 | 2007 HD67              | 22 d'abril de 2007     | Mount Lemmon         | Mt. Lemmon Survey      |
| 441049 | 2007 HW83              | 11 d'abril de 2007     | Kitt Peak            | Spacewatch             |
| 441050 | 2007 JH1               | 7 de maig de 2007      | Kitt Peak            | Spacewatch             |
| 441051 | 2007 JT41              | 11 de maig de 2007     | Kitt Peak            | Spacewatch             |
| 441052 | 2007 JO44              | 11 de maig de 2007     | Mount Lemmon         | Mt. Lemmon Survey      |
| 441053 | 2007 LB10              | 9 de juny de 2007      | Kitt Peak            | Spacewatch             |
| 441054 | 2007 LR17              | 10 de juny de 2007     | Kitt Peak            | Spacewatch             |
| 441055 | 2007 LS24              | 14 de juny de 2007     | Kitt Peak            | Spacewatch             |
| 441056 | 2007 LC25              | 19 d'abril de 2007     | Mount Lemmon         | Mt. Lemmon Survey      |
| 441057 | 2007 PX10              | 12 d'agost de 2007     | Altschwendt          | Ries, W.               |
| 441058 | 2007 PH25              | 12 d'agost de 2007     | Siding Spring        | Siding Spring Survey   |
| 441059 | 2007 PF33              | 9 d'agost de 2007      | Socorro              | LINEAR                 |
| 441060 | 2007 PR45              | 13 d'agost de 2007     | Siding Spring        | Siding Spring Survey   |
| 441061 | 2007 QX13              | 24 d'agost de 2007     | Kitt Peak            | Spacewatch             |
| 441062 | 2007 QV14              | 24 d'agost de 2007     | Kitt Peak            | Spacewatch             |
| 441063 | 2007 RG4               | 3 de setembre de 2007  | Catalina             | CSS                    |
| 441064 | 2007 RF9               | 7 de setembre de 2007  | La Sagra             | OAM                    |
| 441065 | 2007 RV11              | 10 de setembre de 2007 | Dauban               | Chante-Perdrix         |
| 441066 | 2007 RA17              | 24 de gener de 2006    | Anderson Mesa        | LONEOS                 |
| 441067 | 2007 RN30              | 5 de setembre de 2007  | Anderson Mesa        | LONEOS                 |
| 441068 | 2007 RF34              | 5 de setembre de 2007  | Anderson Mesa        | LONEOS                 |
| 441069 | 2007 RQ58              | 10 de setembre de 2007 | Catalina             | CSS                    |
| 441070 | 2007 RA63              | 10 de setembre de 2007 | Mount Lemmon         | Mt. Lemmon Survey      |
| 441071 | 2007 RU63              | 10 de setembre de 2007 | Mount Lemmon         | Mt. Lemmon Survey      |
| 441072 | 2007 RX64              | 10 de setembre de 2007 | Mount Lemmon         | Mt. Lemmon Survey      |
| 441073 | 2007 RX73              | 10 de setembre de 2007 | Mount Lemmon         | Mt. Lemmon Survey      |
| 441074 | 2007 RQ87              | 10 de setembre de 2007 | Mount Lemmon         | Mt. Lemmon Survey      |
| 441075 | 2007 RQ107             | 11 de setembre de 2007 | Mount Lemmon         | Mt. Lemmon Survey      |
| 441076 | 2007 RO111             | 11 de setembre de 2007 | Kitt Peak            | Spacewatch             |
| 441077 | 2007 RC132             | 12 de setembre de 2007 | Mount Lemmon         | Mt. Lemmon Survey      |
| 441078 | 2007 RJ133             | 15 de setembre de 2007 | Mount Lemmon         | Mt. Lemmon Survey      |
| 441079 | 2007 RY152             | 10 de setembre de 2007 | Kitt Peak            | Spacewatch             |
| 441080 | 2007 RP155             | 24 d'agost de 2007     | Kitt Peak            | Spacewatch             |
| 441081 | 2007 RS171             | 10 de setembre de 2007 | Kitt Peak            | Spacewatch             |
| 441082 | 2007 RZ171             | 10 de setembre de 2007 | Kitt Peak            | Spacewatch             |
| 441083 | 2007 RZ178             | 10 de setembre de 2007 | Kitt Peak            | Spacewatch             |
| 441084 | 2007 RT182             | 12 de setembre de 2007 | Kitt Peak            | Spacewatch             |
| 441085 | 2007 RM186             | 13 de setembre de 2007 | Mount Lemmon         | Mt. Lemmon Survey      |
| 441086 | 2007 RK188             | 10 de setembre de 2007 | Catalina             | CSS                    |
| 441087 | 2007 RJ201             | 19 d'octubre de 2003   | Kitt Peak            | Spacewatch             |
| 441088 | 2007 RF202             | 13 de setembre de 2007 | Kitt Peak            | Spacewatch             |
| 441089 | 2007 RY205             | 10 de setembre de 2007 | Mount Lemmon         | Mt. Lemmon Survey      |
| 441090 | 2007 RA216             | 12 de setembre de 2007 | Kitt Peak            | Spacewatch             |
| 441091 | 2007 RT221             | 14 de setembre de 2007 | Mount Lemmon         | Mt. Lemmon Survey      |
| 441092 | 2007 RY238             | 30 de desembre de 2000 | Socorro              | LINEAR                 |
| 441093 | 2007 RR240             | 10 de setembre de 2007 | Catalina             | CSS                    |
| 441094 | 2007 RO248             | 13 de setembre de 2007 | Mount Lemmon         | Mt. Lemmon Survey      |
| 441095 | 2007 RK252             | 13 de setembre de 2007 | Catalina             | CSS                    |
| 441096 | 2007 RZ280             | 13 de setembre de 2007 | Catalina             | CSS                    |
| 441097 | 2007 RL281             | 13 de setembre de 2007 | Catalina             | CSS                    |
| 441098 | 2007 RT312             | 14 de setembre de 2007 | Mount Lemmon         | Mt. Lemmon Survey      |
| 441099 | 2007 RK321             | 14 de setembre de 2007 | Socorro              | LINEAR                 |
| 441100 | 2007 RF325             | 14 de setembre de 2007 | Mount Lemmon         | Mt. Lemmon Survey      |

## 441101– 441200
| Nom    | Designació provisional | Data de descobriment   | Lloc de descobriment | Descobridor/s          |
| ------ | ---------------------- | ---------------------- | -------------------- | ---------------------- |
| 441101 | 2007 SB3               | 16 de setembre de 2007 | Socorro              | LINEAR                 |
| 441102 | 2007 SD5               | 25 d'octubre de 2003   | Socorro              | LINEAR                 |
| 441103 | 2007 SP6               | 21 de setembre de 2007 | Catalina             | CSS                    |
| 441104 | 2007 SB11              | 21 de setembre de 2007 | Purple Mountain      | PMO NEO Survey Program |
| 441105 | 2007 SE24              | 26 de setembre de 2007 | Mount Lemmon         | Mt. Lemmon Survey      |
| 441106 | 2007 TF4               | 6 d'octubre de 2007    | La Sagra             | OAM                    |
| 441107 | 2007 TG5               | 4 d'octubre de 2007    | Catalina             | CSS                    |
| 441108 | 2007 TZ5               | 6 d'octubre de 2007    | Socorro              | LINEAR                 |
| 441109 | 2007 TV9               | 6 d'octubre de 2007    | Socorro              | LINEAR                 |
| 441110 | 2007 TC12              | 6 d'octubre de 2007    | Socorro              | LINEAR                 |
| 441111 | 2007 TD20              | 20 d'octubre de 2003   | Kitt Peak            | Spacewatch             |
| 441112 | 2007 TU23              | 9 d'octubre de 2007    | Socorro              | LINEAR                 |
| 441113 | 2007 TO34              | 9 de setembre de 2007  | Mount Lemmon         | Mt. Lemmon Survey      |
| 441114 | 2007 TG35              | 12 de setembre de 2007 | Mount Lemmon         | Mt. Lemmon Survey      |
| 441115 | 2007 TX36              | 4 d'octubre de 2007    | Kitt Peak            | Spacewatch             |
| 441116 | 2007 TL38              | 4 d'octubre de 2007    | Catalina             | CSS                    |
| 441117 | 2007 TT43              | 7 d'octubre de 2007    | Kitt Peak            | Spacewatch             |
| 441118 | 2007 TD46              | 7 d'octubre de 2007    | Kitt Peak            | Spacewatch             |
| 441119 | 2007 TV48              | 14 de setembre de 2007 | Mount Lemmon         | Mt. Lemmon Survey      |
| 441120 | 2007 TL56              | 4 d'octubre de 2007    | Kitt Peak            | Spacewatch             |
| 441121 | 2007 TL62              | 7 d'octubre de 2007    | Mount Lemmon         | Mt. Lemmon Survey      |
| 441122 | 2007 TK64              | 15 de setembre de 2007 | Mount Lemmon         | Mt. Lemmon Survey      |
| 441123 | 2007 TK76              | 24 d'agost de 2007     | Kitt Peak            | Spacewatch             |
| 441124 | 2007 TN76              | 11 de setembre de 2007 | Mount Lemmon         | Mt. Lemmon Survey      |
| 441125 | 2007 TJ78              | 5 d'octubre de 2007    | Kitt Peak            | Spacewatch             |
| 441126 | 2007 TU86              | 8 d'octubre de 2007    | Mount Lemmon         | Mt. Lemmon Survey      |
| 441127 | 2007 TW86              | 8 d'octubre de 2007    | Mount Lemmon         | Mt. Lemmon Survey      |
| 441128 | 2007 TB88              | 8 d'octubre de 2007    | Mount Lemmon         | Mt. Lemmon Survey      |
| 441129 | 2007 TM93              | 12 de setembre de 2007 | Mount Lemmon         | Mt. Lemmon Survey      |
| 441130 | 2007 TG95              | 12 de desembre de 1999 | Kitt Peak            | Spacewatch             |
| 441131 | 2007 TG108             | 9 de setembre de 2007  | Kitt Peak            | Spacewatch             |
| 441132 | 2007 TN111             | 8 d'octubre de 2007    | Catalina             | CSS                    |
| 441133 | 2007 TZ114             | 21 de novembre de 2003 | Kitt Peak            | Spacewatch             |
| 441134 | 2007 TM121             | 6 d'octubre de 2007    | Kitt Peak            | Spacewatch             |
| 441135 | 2007 TP125             | 6 d'octubre de 2007    | Kitt Peak            | Spacewatch             |
| 441136 | 2007 TA129             | 6 d'octubre de 2007    | Kitt Peak            | Spacewatch             |
| 441137 | 2007 TC132             | 7 d'octubre de 2007    | Mount Lemmon         | Mt. Lemmon Survey      |
| 441138 | 2007 TS138             | 9 d'octubre de 2007    | Catalina             | CSS                    |
| 441139 | 2007 TG142             | 11 de setembre de 2007 | Catalina             | CSS                    |
| 441140 | 2007 TC143             | 15 d'octubre de 2007   | Siding Spring        | Siding Spring Survey   |
| 441141 | 2007 TO146             | 6 d'octubre de 2007    | Socorro              | LINEAR                 |
| 441142 | 2007 TV148             | 11 de setembre de 2007 | Mount Lemmon         | Mt. Lemmon Survey      |
| 441143 | 2007 TO170             | 12 d'octubre de 2007   | Socorro              | LINEAR                 |
| 441144 | 2007 TV180             | 8 d'octubre de 2007    | Anderson Mesa        | LONEOS                 |
| 441145 | 2007 TM194             | 7 d'octubre de 2007    | Mount Lemmon         | Mt. Lemmon Survey      |
| 441146 | 2007 TU197             | 14 de setembre de 2007 | Mount Lemmon         | Mt. Lemmon Survey      |
| 441147 | 2007 TT200             | 4 d'octubre de 2007    | Kitt Peak            | Spacewatch             |
| 441148 | 2007 TE201             | 8 d'octubre de 2007    | Kitt Peak            | Spacewatch             |
| 441149 | 2007 TT204             | 8 d'octubre de 2007    | Mount Lemmon         | Mt. Lemmon Survey      |
| 441150 | 2007 TZ207             | 10 d'octubre de 2007   | Catalina             | CSS                    |
| 441151 | 2007 TC218             | 14 de setembre de 2007 | Mount Lemmon         | Mt. Lemmon Survey      |
| 441152 | 2007 TV221             | 9 d'octubre de 2007    | Kitt Peak            | Spacewatch             |
| 441153 | 2007 TD222             | 9 d'octubre de 2007    | Kitt Peak            | Spacewatch             |
| 441154 | 2007 TU226             | 8 d'octubre de 2007    | Kitt Peak            | Spacewatch             |
| 441155 | 2007 TZ226             | 8 d'octubre de 2007    | Kitt Peak            | Spacewatch             |
| 441156 | 2007 TR229             | 8 d'octubre de 2007    | Kitt Peak            | Spacewatch             |
| 441157 | 2007 TY232             | 8 d'octubre de 2007    | Kitt Peak            | Spacewatch             |
| 441158 | 2007 TM238             | 10 d'octubre de 2007   | Anderson Mesa        | LONEOS                 |
| 441159 | 2007 TC248             | 18 de setembre de 2007 | Catalina             | CSS                    |
| 441160 | 2007 TN262             | 10 d'octubre de 2007   | Kitt Peak            | Spacewatch             |
| 441161 | 2007 TG271             | 9 d'octubre de 2007    | Kitt Peak            | Spacewatch             |
| 441162 | 2007 TB275             | 11 d'octubre de 2007   | Catalina             | CSS                    |
| 441163 | 2007 TX277             | 11 d'octubre de 2007   | Mount Lemmon         | Mt. Lemmon Survey      |
| 441164 | 2007 TK278             | 11 d'octubre de 2007   | Mount Lemmon         | Mt. Lemmon Survey      |
| 441165 | 2007 TD286             | 9 d'octubre de 2007    | Mount Lemmon         | Mt. Lemmon Survey      |
| 441166 | 2007 TQ312             | 11 d'octubre de 2007   | Mount Lemmon         | Mt. Lemmon Survey      |
| 441167 | 2007 TB316             | 12 d'octubre de 2007   | Kitt Peak            | Spacewatch             |
| 441168 | 2007 TE319             | 12 d'octubre de 2007   | Kitt Peak            | Spacewatch             |
| 441169 | 2007 TZ330             | 11 d'octubre de 2007   | Kitt Peak            | Spacewatch             |
| 441170 | 2007 TX332             | 11 d'octubre de 2007   | Kitt Peak            | Spacewatch             |
| 441171 | 2007 TF350             | 14 d'octubre de 2007   | Mount Lemmon         | Mt. Lemmon Survey      |
| 441172 | 2007 TD365             | 20 de setembre de 2007 | Catalina             | CSS                    |
| 441173 | 2007 TG367             | 26 de setembre de 2007 | Mount Lemmon         | Mt. Lemmon Survey      |
| 441174 | 2007 TZ377             | 12 d'octubre de 2007   | Catalina             | CSS                    |
| 441175 | 2007 TY387             | 13 d'octubre de 2007   | Mount Lemmon         | Mt. Lemmon Survey      |
| 441176 | 2007 TX395             | 11 d'octubre de 2007   | Kitt Peak            | Spacewatch             |
| 441177 | 2007 TM403             | 15 d'octubre de 2007   | Kitt Peak            | Spacewatch             |
| 441178 | 2007 TK411             | 13 d'octubre de 2007   | Catalina             | CSS                    |
| 441179 | 2007 TH412             | 14 d'octubre de 2007   | Catalina             | CSS                    |
| 441180 | 2007 TW423             | 7 d'octubre de 2007    | Mount Lemmon         | Mt. Lemmon Survey      |
| 441181 | 2007 TF424             | 7 d'octubre de 2007    | Mount Lemmon         | Mt. Lemmon Survey      |
| 441182 | 2007 TD425             | 8 d'octubre de 2007    | Catalina             | CSS                    |
| 441183 | 2007 TC427             | 10 d'octubre de 2007   | Kitt Peak            | Spacewatch             |
| 441184 | 2007 TB429             | 12 d'octubre de 2007   | Kitt Peak            | Spacewatch             |
| 441185 | 2007 TO430             | 12 d'octubre de 2007   | Mount Lemmon         | Mt. Lemmon Survey      |
| 441186 | 2007 TO434             | 10 d'octubre de 2007   | Catalina             | CSS                    |
| 441187 | 2007 TW438             | 11 d'octubre de 2007   | Kitt Peak            | Spacewatch             |
| 441188 | 2007 TC441             | 10 d'octubre de 2007   | Catalina             | CSS                    |
| 441189 | 2007 TN444             | 8 d'octubre de 2007    | Anderson Mesa        | LONEOS                 |
| 441190 | 2007 TD453             | 15 d'octubre de 2007   | Mount Lemmon         | Mt. Lemmon Survey      |
| 441191 | 2007 UC7               | 16 d'octubre de 2007   | Catalina             | CSS                    |
| 441192 | 2007 UR7               | 15 de setembre de 2007 | Catalina             | CSS                    |
| 441193 | 2007 UQ8               | 20 de setembre de 2007 | Catalina             | CSS                    |
| 441194 | 2007 UU15              | 9 de setembre de 2007  | Mount Lemmon         | Mt. Lemmon Survey      |
| 441195 | 2007 UL21              | 8 d'octubre de 2007    | Kitt Peak            | Spacewatch             |
| 441196 | 2007 UO42              | 7 d'octubre de 2007    | Kitt Peak            | Spacewatch             |
| 441197 | 2007 UZ58              | 10 d'octubre de 2007   | Kitt Peak            | Spacewatch             |
| 441198 | 2007 UL62              | 30 d'octubre de 2007   | Mount Lemmon         | Mt. Lemmon Survey      |
| 441199 | 2007 UU64              | 30 d'octubre de 2007   | Mount Lemmon         | Mt. Lemmon Survey      |
| 441200 | 2007 UB68              | 30 d'octubre de 2007   | Catalina             | CSS                    |

## 441201– 441300
| Nom    | Designació provisional | Data de descobriment   | Lloc de descobriment | Descobridor/s          |
| ------ | ---------------------- | ---------------------- | -------------------- | ---------------------- |
| 441201 | 2007 UK77              | 10 d'octubre de 2007   | Catalina             | CSS                    |
| 441202 | 2007 UB82              | 30 d'octubre de 2007   | Kitt Peak            | Spacewatch             |
| 441203 | 2007 UT83              | 30 d'octubre de 2007   | Kitt Peak            | Spacewatch             |
| 441204 | 2007 UG88              | 30 d'octubre de 2007   | Kitt Peak            | Spacewatch             |
| 441205 | 2007 UR91              | 9 d'octubre de 2007    | Mount Lemmon         | Mt. Lemmon Survey      |
| 441206 | 2007 UU103             | 20 d'octubre de 2007   | Mount Lemmon         | Mt. Lemmon Survey      |
| 441207 | 2007 UM106             | 31 d'octubre de 2007   | Mount Lemmon         | Mt. Lemmon Survey      |
| 441208 | 2007 UH123             | 31 d'octubre de 2007   | Catalina             | CSS                    |
| 441209 | 2007 UU131             | 17 d'octubre de 2007   | Mount Lemmon         | Mt. Lemmon Survey      |
| 441210 | 2007 VX5               | 14 d'octubre de 2007   | Mount Lemmon         | Mt. Lemmon Survey      |
| 441211 | 2007 VX10              | 1 de novembre de 2007  | Kitt Peak            | Spacewatch             |
| 441212 | 2007 VZ10              | 1 de novembre de 2007  | Kitt Peak            | Spacewatch             |
| 441213 | 2007 VC12              | 21 d'octubre de 2007   | Mount Lemmon         | Mt. Lemmon Survey      |
| 441214 | 2007 VS40              | 8 d'octubre de 2007    | Mount Lemmon         | Mt. Lemmon Survey      |
| 441215 | 2007 VP42              | 3 de novembre de 2007  | Mount Lemmon         | Mt. Lemmon Survey      |
| 441216 | 2007 VL45              | 16 d'octubre de 2007   | Mount Lemmon         | Mt. Lemmon Survey      |
| 441217 | 2007 VN46              | 1 de novembre de 2007  | Kitt Peak            | Spacewatch             |
| 441218 | 2007 VU46              | 9 d'octubre de 2007    | Kitt Peak            | Spacewatch             |
| 441219 | 2007 VN56              | 1 de novembre de 2007  | Kitt Peak            | Spacewatch             |
| 441220 | 2007 VL63              | 1 de novembre de 2007  | Kitt Peak            | Spacewatch             |
| 441221 | 2007 VK72              | 14 d'octubre de 2007   | Mount Lemmon         | Mt. Lemmon Survey      |
| 441222 | 2007 VL72              | 1 de novembre de 2007  | Kitt Peak            | Spacewatch             |
| 441223 | 2007 VW79              | 3 de novembre de 2007  | Kitt Peak            | Spacewatch             |
| 441224 | 2007 VH84              | 15 d'octubre de 2007   | Kitt Peak            | Spacewatch             |
| 441225 | 2007 VA87              | 2 de novembre de 2007  | Socorro              | LINEAR                 |
| 441226 | 2007 VS111             | 16 d'octubre de 2007   | Mount Lemmon         | Mt. Lemmon Survey      |
| 441227 | 2007 VN112             | 3 de novembre de 2007  | Kitt Peak            | Spacewatch             |
| 441228 | 2007 VM117             | 30 d'octubre de 2007   | Catalina             | CSS                    |
| 441229 | 2007 VE125             | 5 de novembre de 2007  | XuYi                 | PMO NEO Survey Program |
| 441230 | 2007 VN126             | 15 d'octubre de 2007   | Kitt Peak            | Spacewatch             |
| 441231 | 2007 VJ160             | 20 d'octubre de 2007   | Mount Lemmon         | Mt. Lemmon Survey      |
| 441232 | 2007 VT162             | 16 de gener de 2004    | Kitt Peak            | Spacewatch             |
| 441233 | 2007 VF163             | 5 de novembre de 2007  | Kitt Peak            | Spacewatch             |
| 441234 | 2007 VV167             | 5 de novembre de 2007  | Kitt Peak            | Spacewatch             |
| 441235 | 2007 VH188             | 31 d'octubre de 2007   | Mount Lemmon         | Mt. Lemmon Survey      |
| 441236 | 2007 VN188             | 2 de novembre de 2007  | Kitt Peak            | Spacewatch             |
| 441237 | 2007 VS208             | 11 de novembre de 2007 | Mount Lemmon         | Mt. Lemmon Survey      |
| 441238 | 2007 VF214             | 9 de novembre de 2007  | Kitt Peak            | Spacewatch             |
| 441239 | 2007 VA220             | 9 de novembre de 2007  | Kitt Peak            | Spacewatch             |
| 441240 | 2007 VK221             | 12 de novembre de 2007 | Mount Lemmon         | Mt. Lemmon Survey      |
| 441241 | 2007 VS221             | 15 de novembre de 2007 | Mayhill              | Lowe, A.               |
| 441242 | 2007 VW223             | 7 de novembre de 2007  | Catalina             | CSS                    |
| 441243 | 2007 VJ233             | 8 de novembre de 2007  | Kitt Peak            | Spacewatch             |
| 441244 | 2007 VS240             | 2 de novembre de 2007  | Catalina             | CSS                    |
| 441245 | 2007 VW240             | 3 de novembre de 2007  | Catalina             | CSS                    |
| 441246 | 2007 VV246             | 9 de novembre de 2007  | Mount Lemmon         | Mt. Lemmon Survey      |
| 441247 | 2007 VU250             | 9 de novembre de 2007  | Catalina             | CSS                    |
| 441248 | 2007 VA252             | 10 d'octubre de 2007   | Kitt Peak            | Spacewatch             |
| 441249 | 2007 VW252             | 13 de novembre de 2007 | Mount Lemmon         | Mt. Lemmon Survey      |
| 441250 | 2007 VY255             | 16 d'octubre de 2007   | Mount Lemmon         | Mt. Lemmon Survey      |
| 441251 | 2007 VF264             | 5 de novembre de 2007  | Kitt Peak            | Spacewatch             |
| 441252 | 2007 VO266             | 13 de novembre de 2007 | Kitt Peak            | Spacewatch             |
| 441253 | 2007 VX268             | 12 de novembre de 2007 | Socorro              | LINEAR                 |
| 441254 | 2007 VZ275             | 9 de novembre de 2007  | Kitt Peak            | Spacewatch             |
| 441255 | 2007 VG280             | 3 de novembre de 2007  | Kitt Peak            | Spacewatch             |
| 441256 | 2007 VY287             | 12 de novembre de 2007 | Mount Lemmon         | Mt. Lemmon Survey      |
| 441257 | 2007 VY292             | 17 d'octubre de 2007   | Catalina             | CSS                    |
| 441258 | 2007 VR300             | 9 de novembre de 2007  | Catalina             | CSS                    |
| 441259 | 2007 VP303             | 9 d'octubre de 2007    | Catalina             | CSS                    |
| 441260 | 2007 VD309             | 9 de novembre de 2007  | Mount Lemmon         | Mt. Lemmon Survey      |
| 441261 | 2007 VG309             | 9 de novembre de 2007  | Mount Lemmon         | Mt. Lemmon Survey      |
| 441262 | 2007 VL311             | 8 de novembre de 2007  | Kitt Peak            | Spacewatch             |
| 441263 | 2007 VE312             | 2 de novembre de 2007  | Kitt Peak            | Spacewatch             |
| 441264 | 2007 VP314             | 2 de novembre de 2007  | Mount Lemmon         | Mt. Lemmon Survey      |
| 441265 | 2007 VF315             | 5 de novembre de 2007  | Kitt Peak            | Spacewatch             |
| 441266 | 2007 VE323             | 2 de novembre de 2007  | Socorro              | LINEAR                 |
| 441267 | 2007 VH328             | 8 de novembre de 2007  | Socorro              | LINEAR                 |
| 441268 | 2007 VA329             | 12 de novembre de 2007 | Socorro              | LINEAR                 |
| 441269 | 2007 VB330             | 2 de novembre de 2007  | Mount Lemmon         | Mt. Lemmon Survey      |
| 441270 | 2007 VE330             | 3 de novembre de 2007  | Socorro              | LINEAR                 |
| 441271 | 2007 VL333             | 11 de novembre de 2007 | Socorro              | LINEAR                 |
| 441272 | 2007 VB334             | 12 de novembre de 2007 | Mount Lemmon         | Mt. Lemmon Survey      |
| 441273 | 2007 WF1               | 11 d'octubre de 2007   | Kitt Peak            | Spacewatch             |
| 441274 | 2007 WJ6               | 17 de novembre de 2007 | Socorro              | LINEAR                 |
| 441275 | 2007 WF7               | 15 de setembre de 2007 | Mount Lemmon         | Mt. Lemmon Survey      |
| 441276 | 2007 WR12              | 6 de novembre de 2007  | Mount Lemmon         | Mt. Lemmon Survey      |
| 441277 | 2007 WK29              | 19 de novembre de 2007 | Kitt Peak            | Spacewatch             |
| 441278 | 2007 WB44              | 19 de novembre de 2007 | Mount Lemmon         | Mt. Lemmon Survey      |
| 441279 | 2007 WL58              | 17 de novembre de 2007 | Kitt Peak            | Spacewatch             |
| 441280 | 2007 XK6               | 9 de novembre de 2007  | Catalina             | CSS                    |
| 441281 | 2007 XQ11              | 4 de novembre de 2007  | Socorro              | LINEAR                 |
| 441282 | 2007 XY11              | 8 d'octubre de 2007    | Kitt Peak            | Spacewatch             |
| 441283 | 2007 XL16              | 10 d'agost de 2007     | Kitt Peak            | Spacewatch             |
| 441284 | 2007 XJ17              | 5 de novembre de 2007  | Mount Lemmon         | Mt. Lemmon Survey      |
| 441285 | 2007 XO19              | 12 de desembre de 2007 | Socorro              | LINEAR                 |
| 441286 | 2007 XZ31              | 8 de novembre de 2007  | Kitt Peak            | Spacewatch             |
| 441287 | 2007 XX33              | 10 de desembre de 2007 | Socorro              | LINEAR                 |
| 441288 | 2007 XP39              | 14 de novembre de 2007 | Mount Lemmon         | Mt. Lemmon Survey      |
| 441289 | 2007 XH53              | 15 d'octubre de 1998   | Kitt Peak            | Spacewatch             |
| 441290 | 2007 XC56              | 5 de desembre de 2007  | Anderson Mesa        | LONEOS                 |
| 441291 | 2007 YY4               | 16 de desembre de 2007 | Catalina             | CSS                    |
| 441292 | 2007 YM13              | 7 de novembre de 2007  | Mount Lemmon         | Mt. Lemmon Survey      |
| 441293 | 2007 YZ14              | 3 de desembre de 2007  | Socorro              | LINEAR                 |
| 441294 | 2007 YO15              | 16 de desembre de 2007 | Kitt Peak            | Spacewatch             |
| 441295 | 2007 YG35              | 30 de desembre de 2007 | Mount Lemmon         | Mt. Lemmon Survey      |
| 441296 | 2007 YV38              | 30 de desembre de 2007 | Mount Lemmon         | Mt. Lemmon Survey      |
| 441297 | 2007 YL40              | 5 de desembre de 2007  | Kitt Peak            | Spacewatch             |
| 441298 | 2007 YP53              | 30 de desembre de 2007 | Catalina             | CSS                    |
| 441299 | 2007 YB55              | 31 de desembre de 2007 | Kitt Peak            | Spacewatch             |
| 441300 | 2007 YC57              | 30 de desembre de 2007 | Kitt Peak            | Spacewatch             |

## 441301– 441400
| Nom    | Designació provisional | Data de descobriment   | Lloc de descobriment | Descobridor/s          |
| ------ | ---------------------- | ---------------------- | -------------------- | ---------------------- |
| 441301 | 2007 YC63              | 31 de desembre de 2007 | Kitt Peak            | Spacewatch             |
| 441302 | 2007 YG72              | 11 de novembre de 2007 | Mount Lemmon         | Mt. Lemmon Survey      |
| 441303 | 2008 AL4               | 9 de gener de 2008     | Lulin                | LUSS                   |
| 441304 | 2008 AU26              | 30 de desembre de 2007 | Mount Lemmon         | Mt. Lemmon Survey      |
| 441305 | 2008 AG38              | 10 de gener de 2008    | Mount Lemmon         | Mt. Lemmon Survey      |
| 441306 | 2008 AK39              | 10 de gener de 2008    | Mount Lemmon         | Mt. Lemmon Survey      |
| 441307 | 2008 AA41              | 10 de gener de 2008    | Mount Lemmon         | Mt. Lemmon Survey      |
| 441308 | 2008 AS52              | 30 de desembre de 2007 | Kitt Peak            | Spacewatch             |
| 441309 | 2008 AO59              | 11 de novembre de 2007 | Mount Lemmon         | Mt. Lemmon Survey      |
| 441310 | 2008 AQ67              | 11 de gener de 2008    | Kitt Peak            | Spacewatch             |
| 441311 | 2008 AM72              | 16 de desembre de 2007 | Socorro              | LINEAR                 |
| 441312 | 2008 AZ76              | 12 de gener de 2008    | Kitt Peak            | Spacewatch             |
| 441313 | 2008 AX83              | 15 de gener de 2008    | Mount Lemmon         | Mt. Lemmon Survey      |
| 441314 | 2008 AG91              | 13 de gener de 2008    | Kitt Peak            | Spacewatch             |
| 441315 | 2008 AJ91              | 4 de desembre de 2007  | Mount Lemmon         | Mt. Lemmon Survey      |
| 441316 | 2008 AV125             | 6 de gener de 2008     | Mauna Kea            | Wiegert, P. A.         |
| 441317 | 2008 AF127             | 1 de gener de 2008     | Mount Lemmon         | Mt. Lemmon Survey      |
| 441318 | 2008 AJ134             | 1 de gener de 2008     | Kitt Peak            | Spacewatch             |
| 441319 | 2008 AH136             | 12 de gener de 2008    | Socorro              | LINEAR                 |
| 441320 | 2008 AF138             | 15 de gener de 2008    | Mount Lemmon         | Mt. Lemmon Survey      |
| 441321 | 2008 BE4               | 18 de desembre de 2007 | Mount Lemmon         | Mt. Lemmon Survey      |
| 441322 | 2008 BK39              | 30 de gener de 2008    | Catalina             | CSS                    |
| 441323 | 2008 BK50              | 16 de desembre de 2007 | Catalina             | CSS                    |
| 441324 | 2008 CR3               | 2 de febrer de 2008    | Kitt Peak            | Spacewatch             |
| 441325 | 2008 CO8               | 4 de desembre de 2007  | Catalina             | CSS                    |
| 441326 | 2008 CE36              | 2 de febrer de 2008    | Kitt Peak            | Spacewatch             |
| 441327 | 2008 CQ55              | 18 de novembre de 2007 | Mount Lemmon         | Mt. Lemmon Survey      |
| 441328 | 2008 CE61              | 7 de febrer de 2008    | Mount Lemmon         | Mt. Lemmon Survey      |
| 441329 | 2008 CJ61              | 7 de febrer de 2008    | Mount Lemmon         | Mt. Lemmon Survey      |
| 441330 | 2008 CL79              | 7 de febrer de 2008    | Kitt Peak            | Spacewatch             |
| 441331 | 2008 CQ84              | 7 de febrer de 2008    | Mount Lemmon         | Mt. Lemmon Survey      |
| 441332 | 2008 CA110             | 9 de febrer de 2008    | Kitt Peak            | Spacewatch             |
| 441333 | 2008 CB120             | 2 de febrer de 2008    | Mount Lemmon         | Mt. Lemmon Survey      |
| 441334 | 2008 CC120             | 11 de febrer de 2008   | Dauban               | Kugel, F.              |
| 441335 | 2008 CG125             | 30 de desembre de 2007 | Mount Lemmon         | Mt. Lemmon Survey      |
| 441336 | 2008 CM130             | 8 de febrer de 2008    | Kitt Peak            | Spacewatch             |
| 441337 | 2008 CZ132             | 30 de gener de 2008    | Mount Lemmon         | Mt. Lemmon Survey      |
| 441338 | 2008 CD137             | 8 de febrer de 2008    | Mount Lemmon         | Mt. Lemmon Survey      |
| 441339 | 2008 CT138             | 8 de febrer de 2008    | Kitt Peak            | Spacewatch             |
| 441340 | 2008 CG141             | 8 de febrer de 2008    | Kitt Peak            | Spacewatch             |
| 441341 | 2008 CA150             | 2 de febrer de 2008    | Kitt Peak            | Spacewatch             |
| 441342 | 2008 CD152             | 9 de febrer de 2008    | Kitt Peak            | Spacewatch             |
| 441343 | 2008 CM155             | 9 de febrer de 2008    | Mount Lemmon         | Mt. Lemmon Survey      |
| 441344 | 2008 CD191             | 2 de febrer de 2008    | Kitt Peak            | Spacewatch             |
| 441345 | 2008 CH192             | 2 de febrer de 2008    | Kitt Peak            | Spacewatch             |
| 441346 | 2008 CS199             | 14 de setembre de 2005 | Kitt Peak            | Spacewatch             |
| 441347 | 2008 CL206             | 8 de febrer de 2008    | Kitt Peak            | Spacewatch             |
| 441348 | 2008 CO210             | 2 de febrer de 2008    | Socorro              | LINEAR                 |
| 441349 | 2008 CG212             | 7 de febrer de 2008    | Mount Lemmon         | Mt. Lemmon Survey      |
| 441350 | 2008 DL3               | 2 de febrer de 2008    | Kitt Peak            | Spacewatch             |
| 441351 | 2008 DR4               | 26 de febrer de 2008   | Bisei SG Center      | BATTeRS                |
| 441352 | 2008 DS5               | 11 de gener de 1999    | Kitt Peak            | Spacewatch             |
| 441353 | 2008 DG14              | 7 de febrer de 2008    | Kitt Peak            | Spacewatch             |
| 441354 | 2008 DL17              | 24 de febrer de 2008   | Kitt Peak            | Spacewatch             |
| 441355 | 2008 DD34              | 11 de febrer de 2008   | Kitt Peak            | Spacewatch             |
| 441356 | 2008 DF39              | 10 de febrer de 2008   | Mount Lemmon         | Mt. Lemmon Survey      |
| 441357 | 2008 DF52              | 29 de febrer de 2008   | Mount Lemmon         | Mt. Lemmon Survey      |
| 441358 | 2008 DC63              | 28 de febrer de 2008   | Mount Lemmon         | Mt. Lemmon Survey      |
| 441359 | 2008 DH72              | 12 de febrer de 2008   | Kitt Peak            | Spacewatch             |
| 441360 | 2008 DV75              | 28 de febrer de 2008   | Mount Lemmon         | Mt. Lemmon Survey      |
| 441361 | 2008 DR77              | 28 de febrer de 2008   | Mount Lemmon         | Mt. Lemmon Survey      |
| 441362 | 2008 DC79              | 10 de febrer de 2008   | Mount Lemmon         | Mt. Lemmon Survey      |
| 441363 | 2008 DC81              | 26 de febrer de 2008   | Mount Lemmon         | Mt. Lemmon Survey      |
| 441364 | 2008 DY81              | 28 de febrer de 2008   | Kitt Peak            | Spacewatch             |
| 441365 | 2008 DK86              | 28 de febrer de 2008   | Mount Lemmon         | Mt. Lemmon Survey      |
| 441366 | 2008 DN86              | 29 de febrer de 2008   | Kitt Peak            | Spacewatch             |
| 441367 | 2008 EN5               | 30 de gener de 2008    | Kitt Peak            | Spacewatch             |
| 441368 | 2008 EB11              | 1 de març de 2008      | Kitt Peak            | Spacewatch             |
| 441369 | 2008 EH11              | 1 de març de 2008      | Kitt Peak            | Spacewatch             |
| 441370 | 2008 EP17              | 1 de març de 2008      | Kitt Peak            | Spacewatch             |
| 441371 | 2008 EH21              | 2 de març de 2008      | Kitt Peak            | Spacewatch             |
| 441372 | 2008 EJ25              | 12 de febrer de 2008   | Mount Lemmon         | Mt. Lemmon Survey      |
| 441373 | 2008 EW34              | 2 de març de 2008      | Kitt Peak            | Spacewatch             |
| 441374 | 2008 EL43              | 4 de març de 2008      | XuYi                 | PMO NEO Survey Program |
| 441375 | 2008 ET59              | 8 de març de 2008      | Kitt Peak            | Spacewatch             |
| 441376 | 2008 EG62              | 9 de març de 2008      | Mount Lemmon         | Mt. Lemmon Survey      |
| 441377 | 2008 EU64              | 9 de març de 2008      | Mount Lemmon         | Mt. Lemmon Survey      |
| 441378 | 2008 EG78              | 7 de març de 2008      | Kitt Peak            | Spacewatch             |
| 441379 | 2008 EJ92              | 3 de març de 2008      | Catalina             | CSS                    |
| 441380 | 2008 EE94              | 4 de març de 2008      | Mount Lemmon         | Mt. Lemmon Survey      |
| 441381 | 2008 EL97              | 12 de febrer de 2008   | Mount Lemmon         | Mt. Lemmon Survey      |
| 441382 | 2008 EE119             | 12 de febrer de 2008   | Mount Lemmon         | Mt. Lemmon Survey      |
| 441383 | 2008 EB158             | 2 de març de 2008      | Kitt Peak            | Spacewatch             |
| 441384 | 2008 ES168             | 12 de març de 2008     | Kitt Peak            | Spacewatch             |
| 441385 | 2008 FU                | 25 de març de 2008     | Kitt Peak            | Spacewatch             |
| 441386 | 2008 FD13              | 1 de març de 2008      | Kitt Peak            | Spacewatch             |
| 441387 | 2008 FT17              | 27 de març de 2008     | Kitt Peak            | Spacewatch             |
| 441388 | 2008 FD22              | 27 de març de 2008     | Kitt Peak            | Spacewatch             |
| 441389 | 2008 FJ24              | 5 de març de 2008      | Mount Lemmon         | Mt. Lemmon Survey      |
| 441390 | 2008 FK24              | 27 de març de 2008     | Kitt Peak            | Spacewatch             |
| 441391 | 2008 FD30              | 8 de febrer de 2008    | Kitt Peak            | Spacewatch             |
| 441392 | 2008 FQ38              | 28 de març de 2008     | Kitt Peak            | Spacewatch             |
| 441393 | 2008 FU44              | 3 de febrer de 2008    | Kitt Peak            | Spacewatch             |
| 441394 | 2008 FR53              | 13 de març de 2008     | Kitt Peak            | Spacewatch             |
| 441395 | 2008 FT55              | 5 de març de 2008      | Kitt Peak            | Spacewatch             |
| 441396 | 2008 FT59              | 29 de març de 2008     | Mount Lemmon         | Mt. Lemmon Survey      |
| 441397 | 2008 FS85              | 28 de març de 2008     | Mount Lemmon         | Mt. Lemmon Survey      |
| 441398 | 2008 FX93              | 29 de març de 2008     | Kitt Peak            | Spacewatch             |
| 441399 | 2008 FA102             | 30 de març de 2008     | Kitt Peak            | Spacewatch             |
| 441400 | 2008 FQ102             | 30 de març de 2008     | Kitt Peak            | Spacewatch             |

## 441401– 441500
| Nom    | Designació provisional | Data de descobriment   | Lloc de descobriment | Descobridor/s        |
| ------ | ---------------------- | ---------------------- | -------------------- | -------------------- |
| 441401 | 2008 FT110             | 31 de març de 2008     | Kitt Peak            | Spacewatch           |
| 441402 | 2008 FO112             | 22 d'agost de 2004     | Kitt Peak            | Spacewatch           |
| 441403 | 2008 FG128             | 28 de març de 2008     | Mount Lemmon         | Mt. Lemmon Survey    |
| 441404 | 2008 FJ129             | 30 de març de 2008     | Kitt Peak            | Spacewatch           |
| 441405 | 2008 FJ130             | 29 de març de 2008     | Kitt Peak            | Spacewatch           |
| 441406 | 2008 FS136             | 29 de març de 2008     | Kitt Peak            | Spacewatch           |
| 441407 | 2008 FV137             | 31 de març de 2008     | Catalina             | CSS                  |
| 441408 | 2008 GA                | 1 d'abril de 2008      | Piszkéstető          | Sárneczky, K.        |
| 441409 | 2008 GY1               | 13 de febrer de 2008   | Catalina             | CSS                  |
| 441410 | 2008 GT11              | 1 d'abril de 2008      | Kitt Peak            | Spacewatch           |
| 441411 | 2008 GP17              | 4 d'abril de 2008      | Kitt Peak            | Spacewatch           |
| 441412 | 2008 GH24              | 1 d'abril de 2008      | Mount Lemmon         | Mt. Lemmon Survey    |
| 441413 | 2008 GH26              | 4 de març de 2008      | Mount Lemmon         | Mt. Lemmon Survey    |
| 441414 | 2008 GU36              | 3 d'abril de 2008      | Kitt Peak            | Spacewatch           |
| 441415 | 2008 GQ38              | 3 d'abril de 2008      | Mount Lemmon         | Mt. Lemmon Survey    |
| 441416 | 2008 GK46              | 4 d'abril de 2008      | Kitt Peak            | Spacewatch           |
| 441417 | 2008 GL47              | 4 d'abril de 2008      | Kitt Peak            | Spacewatch           |
| 441418 | 2008 GG50              | 5 d'abril de 2008      | Mount Lemmon         | Mt. Lemmon Survey    |
| 441419 | 2008 GS50              | 5 d'abril de 2008      | Mount Lemmon         | Mt. Lemmon Survey    |
| 441420 | 2008 GZ54              | 5 d'abril de 2008      | Mount Lemmon         | Mt. Lemmon Survey    |
| 441421 | 2008 GL60              | 5 d'abril de 2008      | Kitt Peak            | Spacewatch           |
| 441422 | 2008 GN62              | 5 d'abril de 2008      | Catalina             | CSS                  |
| 441423 | 2008 GV62              | 12 de març de 2008     | Mount Lemmon         | Mt. Lemmon Survey    |
| 441424 | 2008 GE84              | 3 d'abril de 2008      | Kitt Peak            | Spacewatch           |
| 441425 | 2008 GD89              | 29 de març de 2008     | Kitt Peak            | Spacewatch           |
| 441426 | 2008 GV96              | 8 d'abril de 2008      | Mount Lemmon         | Mt. Lemmon Survey    |
| 441427 | 2008 GT99              | 28 de març de 2008     | Kitt Peak            | Spacewatch           |
| 441428 | 2008 GJ100             | 5 de març de 2008      | Mount Lemmon         | Mt. Lemmon Survey    |
| 441429 | 2008 GC127             | 14 d'abril de 2008     | Mount Lemmon         | Mt. Lemmon Survey    |
| 441430 | 2008 GT132             | 14 d'abril de 2008     | Mount Lemmon         | Mt. Lemmon Survey    |
| 441431 | 2008 GC138             | 13 d'abril de 2008     | Mount Lemmon         | Mt. Lemmon Survey    |
| 441432 | 2008 GG139             | 3 d'abril de 2008      | Kitt Peak            | Spacewatch           |
| 441433 | 2008 HN                | 12 de març de 2008     | Kitt Peak            | Spacewatch           |
| 441434 | 2008 HE4               | 30 de març de 2008     | Catalina             | CSS                  |
| 441435 | 2008 HE8               | 3 d'abril de 2008      | Mount Lemmon         | Mt. Lemmon Survey    |
| 441436 | 2008 HG9               | 24 d'abril de 2008     | Kitt Peak            | Spacewatch           |
| 441437 | 2008 HM15              | 6 d'abril de 2008      | Kitt Peak            | Spacewatch           |
| 441438 | 2008 HP17              | 31 de març de 2008     | Mount Lemmon         | Mt. Lemmon Survey    |
| 441439 | 2008 HL21              | 29 de març de 2008     | Kitt Peak            | Spacewatch           |
| 441440 | 2008 HU21              | 26 d'abril de 2008     | Mount Lemmon         | Mt. Lemmon Survey    |
| 441441 | 2008 HG24              | 27 d'abril de 2008     | Kitt Peak            | Spacewatch           |
| 441442 | 2008 HW43              | 1 d'abril de 2008      | Kitt Peak            | Spacewatch           |
| 441443 | 2008 HH46              | 28 d'abril de 2008     | Kitt Peak            | Spacewatch           |
| 441444 | 2008 HX48              | 11 de març de 2008     | Mount Lemmon         | Mt. Lemmon Survey    |
| 441445 | 2008 HY54              | 29 d'abril de 2008     | Kitt Peak            | Spacewatch           |
| 441446 | 2008 HS57              | 30 d'abril de 2008     | Kitt Peak            | Spacewatch           |
| 441447 | 2008 HM67              | 29 d'abril de 2008     | Kitt Peak            | Spacewatch           |
| 441448 | 2008 HF68              | 29 d'abril de 2008     | Mount Lemmon         | Mt. Lemmon Survey    |
| 441449 | 2008 JJ9               | 28 d'abril de 2008     | Mount Lemmon         | Mt. Lemmon Survey    |
| 441450 | 2008 KY4               | 5 de maig de 2008      | Kitt Peak            | Spacewatch           |
| 441451 | 2008 KK9               | 27 de maig de 2008     | Kitt Peak            | Spacewatch           |
| 441452 | 2008 KV33              | 29 de maig de 2008     | Kitt Peak            | Spacewatch           |
| 441453 | 2008 MO3               | 30 de juny de 2008     | Kitt Peak            | Spacewatch           |
| 441454 | 2008 OS2               | 27 de juliol de 2008   | La Sagra             | OAM                  |
| 441455 | 2008 OO3               | 30 de juny de 2008     | Socorro              | LINEAR               |
| 441456 | 2008 OT3               | 25 de juliol de 2008   | Siding Spring        | Siding Spring Survey |
| 441457 | 2008 OE22              | 30 de juliol de 2008   | Kitt Peak            | Spacewatch           |
| 441458 | 2008 PN2               | 29 d'octubre de 2005   | Kitt Peak            | Spacewatch           |
| 441459 | 2008 PF11              | 7 d'agost de 2008      | Reedy Creek          | Broughton, J.        |
| 441460 | 2008 PN14              | 29 de juliol de 2008   | Kitt Peak            | Spacewatch           |
| 441461 | 2008 PA19              | 7 d'agost de 2008      | Kitt Peak            | Spacewatch           |
| 441462 | 2008 PD22              | 23 d'octubre de 2001   | Socorro              | LINEAR               |
| 441463 | 2008 QQ5               | 22 d'agost de 2008     | Kitt Peak            | Spacewatch           |
| 441464 | 2008 QE21              | 26 d'agost de 2008     | Socorro              | LINEAR               |
| 441465 | 2008 QU23              | 7 d'agost de 2008      | Kitt Peak            | Spacewatch           |
| 441466 | 2008 QD34              | 29 d'agost de 2008     | La Sagra             | OAM                  |
| 441467 | 2008 QE36              | 21 d'agost de 2008     | Kitt Peak            | Spacewatch           |
| 441468 | 2008 RS1               | 2 de setembre de 2008  | Kitt Peak            | Spacewatch           |
| 441469 | 2008 RL58              | 3 de setembre de 2008  | Kitt Peak            | Spacewatch           |
| 441470 | 2008 RC70              | 5 de setembre de 2008  | Kitt Peak            | Spacewatch           |
| 441471 | 2008 RS73              | 6 de setembre de 2008  | Catalina             | CSS                  |
| 441472 | 2008 RV86              | 5 de setembre de 2008  | Kitt Peak            | Spacewatch           |
| 441473 | 2008 RJ94              | 6 de setembre de 2008  | Mount Lemmon         | Mt. Lemmon Survey    |
| 441474 | 2008 RD106             | 6 de setembre de 2008  | Catalina             | CSS                  |
| 441475 | 2008 RY114             | 6 de setembre de 2008  | Mount Lemmon         | Mt. Lemmon Survey    |
| 441476 | 2008 RK118             | 9 de setembre de 2008  | Mount Lemmon         | Mt. Lemmon Survey    |
| 441477 | 2008 RQ119             | 10 de setembre de 2008 | Kitt Peak            | Spacewatch           |
| 441478 | 2008 RP128             | 9 de setembre de 2008  | Mount Lemmon         | Mt. Lemmon Survey    |
| 441479 | 2008 RD129             | 9 de setembre de 2008  | Kitt Peak            | Spacewatch           |
| 441480 | 2008 RQ131             | 5 de setembre de 2008  | Kitt Peak            | Spacewatch           |
| 441481 | 2008 RB142             | 4 de setembre de 2008  | Kitt Peak            | Spacewatch           |
| 441482 | 2008 SJ6               | 4 de setembre de 2008  | Kitt Peak            | Spacewatch           |
| 441483 | 2008 SB15              | 19 de setembre de 2008 | Kitt Peak            | Spacewatch           |
| 441484 | 2008 SG26              | 19 de setembre de 2008 | Kitt Peak            | Spacewatch           |
| 441485 | 2008 SL32              | 5 de setembre de 2008  | Kitt Peak            | Spacewatch           |
| 441486 | 2008 SS46              | 20 de setembre de 2008 | Kitt Peak            | Spacewatch           |
| 441487 | 2008 SX49              | 20 de setembre de 2008 | Mount Lemmon         | Mt. Lemmon Survey    |
| 441488 | 2008 SA58              | 20 de setembre de 2008 | Kitt Peak            | Spacewatch           |
| 441489 | 2008 ST58              | 20 de setembre de 2008 | Kitt Peak            | Spacewatch           |
| 441490 | 2008 SB63              | 21 de setembre de 2008 | Kitt Peak            | Spacewatch           |
| 441491 | 2008 SL71              | 22 de setembre de 2008 | Kitt Peak            | Spacewatch           |
| 441492 | 2008 SQ71              | 22 de setembre de 2008 | Kitt Peak            | Spacewatch           |
| 441493 | 2008 SN72              | 22 de setembre de 2008 | Kitt Peak            | Spacewatch           |
| 441494 | 2008 SE77              | 23 de setembre de 2008 | Mount Lemmon         | Mt. Lemmon Survey    |
| 441495 | 2008 SF81              | 23 de setembre de 2008 | Mount Lemmon         | Mt. Lemmon Survey    |
| 441496 | 2008 SF89              | 21 de setembre de 2008 | Kitt Peak            | Spacewatch           |
| 441497 | 2008 SA90              | 21 de setembre de 2008 | Kitt Peak            | Spacewatch           |
| 441498 | 2008 SN97              | 21 de setembre de 2008 | Kitt Peak            | Spacewatch           |
| 441499 | 2008 SQ97              | 21 de setembre de 2008 | Kitt Peak            | Spacewatch           |
| 441500 | 2008 SR98              | 21 de setembre de 2008 | Kitt Peak            | Spacewatch           |

## 441501– 441600
| Nom    | Designació provisional | Data de descobriment   | Lloc de descobriment | Descobridor/s                     |
| ------ | ---------------------- | ---------------------- | -------------------- | --------------------------------- |
| 441501 | 2008 SY99              | 21 de setembre de 2008 | Kitt Peak            | Spacewatch                        |
| 441502 | 2008 SV111             | 7 de setembre de 2008  | Mount Lemmon         | Mt. Lemmon Survey                 |
| 441503 | 2008 SH117             | 22 de setembre de 2008 | Mount Lemmon         | Mt. Lemmon Survey                 |
| 441504 | 2008 SS125             | 22 de setembre de 2008 | Mount Lemmon         | Mt. Lemmon Survey                 |
| 441505 | 2008 SG126             | 22 de setembre de 2008 | Mount Lemmon         | Mt. Lemmon Survey                 |
| 441506 | 2008 SW126             | 22 de setembre de 2008 | Kitt Peak            | Spacewatch                        |
| 441507 | 2008 SG129             | 22 de setembre de 2008 | Kitt Peak            | Spacewatch                        |
| 441508 | 2008 SL131             | 22 de setembre de 2008 | Kitt Peak            | Spacewatch                        |
| 441509 | 2008 SO136             | 23 de setembre de 2008 | Kitt Peak            | Spacewatch                        |
| 441510 | 2008 SY139             | 24 de setembre de 2008 | Catalina             | CSS                               |
| 441511 | 2008 SZ139             | 24 d'agost de 2008     | Kitt Peak            | Spacewatch                        |
| 441512 | 2008 SZ141             | 24 de setembre de 2008 | Mount Lemmon         | Mt. Lemmon Survey                 |
| 441513 | 2008 SH146             | 23 de setembre de 2008 | Kitt Peak            | Spacewatch                        |
| 441514 | 2008 SP149             | 28 de setembre de 2008 | Dauban               | Kugel, F.                         |
| 441515 | 2008 SJ152             | 23 de setembre de 2008 | Catalina             | CSS                               |
| 441516 | 2008 SR159             | 24 de setembre de 2008 | Socorro              | LINEAR                            |
| 441517 | 2008 SB160             | 24 de setembre de 2008 | Socorro              | LINEAR                            |
| 441518 | 2008 SM164             | 28 de setembre de 2008 | Socorro              | LINEAR                            |
| 441519 | 2008 SC168             | 21 de setembre de 2008 | Kitt Peak            | Spacewatch                        |
| 441520 | 2008 SE175             | 23 de setembre de 2008 | Kitt Peak            | Spacewatch                        |
| 441521 | 2008 SF181             | 24 de setembre de 2008 | Kitt Peak            | Spacewatch                        |
| 441522 | 2008 SX181             | 24 de setembre de 2008 | Mount Lemmon         | Mt. Lemmon Survey                 |
| 441523 | 2008 SC183             | 24 de setembre de 2008 | Mount Lemmon         | Mt. Lemmon Survey                 |
| 441524 | 2008 SP185             | 24 de setembre de 2008 | Siding Spring        | Siding Spring Survey              |
| 441525 | 2008 SK220             | 30 de setembre de 2008 | La Sagra             | OAM                               |
| 441526 | 2008 SQ221             | 25 de setembre de 2008 | Mount Lemmon         | Mt. Lemmon Survey                 |
| 441527 | 2008 SV242             | 29 de setembre de 2008 | Kitt Peak            | Spacewatch                        |
| 441528 | 2008 SC243             | 29 de setembre de 2008 | Kitt Peak            | Spacewatch                        |
| 441529 | 2008 SQ256             | 21 de setembre de 2008 | Kitt Peak            | Spacewatch                        |
| 441530 | 2008 SD258             | 22 de setembre de 2008 | Kitt Peak            | Spacewatch                        |
| 441531 | 2008 SH282             | 29 de setembre de 2008 | Mount Lemmon         | Mt. Lemmon Survey                 |
| 441532 | 2008 SU283             | 23 de setembre de 2008 | Kitt Peak            | Spacewatch                        |
| 441533 | 2008 SV283             | 23 de setembre de 2008 | Kitt Peak            | Spacewatch                        |
| 441534 | 2008 SP286             | 22 de setembre de 2008 | Kitt Peak            | Spacewatch                        |
| 441535 | 2008 SA300             | 22 de setembre de 2008 | Kitt Peak            | Spacewatch                        |
| 441536 | 2008 SG307             | 29 de setembre de 2008 | Kitt Peak            | Spacewatch                        |
| 441537 | 2008 SX307             | 29 de setembre de 2008 | Kitt Peak            | Spacewatch                        |
| 441538 | 2008 SA308             | 29 de setembre de 2008 | Kitt Peak            | Spacewatch                        |
| 441539 | 2008 SP309             | 22 de setembre de 2008 | Mount Lemmon         | Mt. Lemmon Survey                 |
| 441540 | 2008 TF5               | 1 d'octubre de 2008    | La Sagra             | OAM                               |
| 441541 | 2008 TJ9               | 1 d'octubre de 2008    | Kitt Peak            | Spacewatch                        |
| 441542 | 2008 TP17              | 1 d'octubre de 2008    | Mount Lemmon         | Mt. Lemmon Survey                 |
| 441543 | 2008 TC20              | 22 de setembre de 2008 | Mount Lemmon         | Mt. Lemmon Survey                 |
| 441544 | 2008 TK22              | 1 d'octubre de 2008    | Kitt Peak            | Spacewatch                        |
| 441545 | 2008 TV35              | 1 d'octubre de 2008    | Mount Lemmon         | Mt. Lemmon Survey                 |
| 441546 | 2008 TH43              | 1 d'octubre de 2008    | Mount Lemmon         | Mt. Lemmon Survey                 |
| 441547 | 2008 TY47              | 1 d'octubre de 2008    | Kitt Peak            | Spacewatch                        |
| 441548 | 2008 TD67              | 2 d'octubre de 2008    | Kitt Peak            | Spacewatch                        |
| 441549 | 2008 TM68              | 2 d'octubre de 2008    | Kitt Peak            | Spacewatch                        |
| 441550 | 2008 TT69              | 23 de setembre de 2008 | Kitt Peak            | Spacewatch                        |
| 441551 | 2008 TC77              | 2 d'octubre de 2008    | Mount Lemmon         | Mt. Lemmon Survey                 |
| 441552 | 2008 TR83              | 3 d'octubre de 2008    | Kitt Peak            | Spacewatch                        |
| 441553 | 2008 TC91              | 3 d'octubre de 2008    | Kitt Peak            | Spacewatch                        |
| 441554 | 2008 TS120             | 7 d'octubre de 2008    | Mount Lemmon         | Mt. Lemmon Survey                 |
| 441555 | 2008 TP125             | 8 d'octubre de 2008    | Mount Lemmon         | Mt. Lemmon Survey                 |
| 441556 | 2008 TD136             | 8 d'octubre de 2008    | Kitt Peak            | Spacewatch                        |
| 441557 | 2008 TO138             | 23 de setembre de 2008 | Kitt Peak            | Spacewatch                        |
| 441558 | 2008 TW157             | 23 de setembre de 2008 | Catalina             | CSS                               |
| 441559 | 2008 TF167             | 8 d'octubre de 2008    | Mount Lemmon         | Mt. Lemmon Survey                 |
| 441560 | 2008 TP176             | 10 d'octubre de 2008   | Kitt Peak            | Spacewatch                        |
| 441561 | 2008 TM177             | 9 d'octubre de 2008    | Catalina             | CSS                               |
| 441562 | 2008 TD188             | 9 d'octubre de 2008    | Kitt Peak            | Spacewatch                        |
| 441563 | 2008 UK                | 19 d'octubre de 2008   | Charleston           | Astronomical Research Observatory |
| 441564 | 2008 UN7               | 26 d'octubre de 2008   | Bisei SG Center      | BATTeRS                           |
| 441565 | 2008 UJ23              | 7 de setembre de 2008  | Mount Lemmon         | Mt. Lemmon Survey                 |
| 441566 | 2008 UR24              | 20 d'octubre de 2008   | Kitt Peak            | Spacewatch                        |
| 441567 | 2008 UJ30              | 20 d'octubre de 2008   | Kitt Peak            | Spacewatch                        |
| 441568 | 2008 UT31              | 20 d'octubre de 2008   | Kitt Peak            | Spacewatch                        |
| 441569 | 2008 UJ33              | 20 d'octubre de 2008   | Kitt Peak            | Spacewatch                        |
| 441570 | 2008 UJ36              | 6 de setembre de 2008  | Mount Lemmon         | Mt. Lemmon Survey                 |
| 441571 | 2008 UX41              | 20 d'octubre de 2008   | Kitt Peak            | Spacewatch                        |
| 441572 | 2008 UJ42              | 20 d'octubre de 2008   | Kitt Peak            | Spacewatch                        |
| 441573 | 2008 UP43              | 20 d'octubre de 2008   | Mount Lemmon         | Mt. Lemmon Survey                 |
| 441574 | 2008 UG46              | 20 d'octubre de 2008   | Kitt Peak            | Spacewatch                        |
| 441575 | 2008 UD48              | 20 d'octubre de 2008   | Mount Lemmon         | Mt. Lemmon Survey                 |
| 441576 | 2008 UH54              | 20 d'octubre de 2008   | Kitt Peak            | Spacewatch                        |
| 441577 | 2008 UU57              | 21 d'octubre de 2008   | Kitt Peak            | Spacewatch                        |
| 441578 | 2008 UN65              | 21 d'octubre de 2008   | Kitt Peak            | Spacewatch                        |
| 441579 | 2008 UB74              | 21 d'octubre de 2008   | Kitt Peak            | Spacewatch                        |
| 441580 | 2008 UH80              | 22 d'octubre de 2008   | Kitt Peak            | Spacewatch                        |
| 441581 | 2008 UU83              | 25 de setembre de 2008 | Mount Lemmon         | Mt. Lemmon Survey                 |
| 441582 | 2008 UW94              | 24 d'octubre de 2008   | Mount Lemmon         | Mt. Lemmon Survey                 |
| 441583 | 2008 UM96              | 24 d'octubre de 2008   | Socorro              | LINEAR                            |
| 441584 | 2008 US97              | 1 d'octubre de 2008    | Kitt Peak            | Spacewatch                        |
| 441585 | 2008 UO98              | 26 d'octubre de 2008   | Socorro              | LINEAR                            |
| 441586 | 2008 UW98              | 27 d'octubre de 2008   | Socorro              | LINEAR                            |
| 441587 | 2008 UL113             | 22 d'octubre de 2008   | Kitt Peak            | Spacewatch                        |
| 441588 | 2008 UA114             | 22 d'octubre de 2008   | Kitt Peak            | Spacewatch                        |
| 441589 | 2008 UT114             | 22 d'octubre de 2008   | Kitt Peak            | Spacewatch                        |
| 441590 | 2008 UK119             | 22 d'octubre de 2008   | Kitt Peak            | Spacewatch                        |
| 441591 | 2008 UT122             | 22 d'octubre de 2008   | Kitt Peak            | Spacewatch                        |
| 441592 | 2008 UC128             | 22 d'octubre de 2008   | Kitt Peak            | Spacewatch                        |
| 441593 | 2008 UA157             | 23 d'octubre de 2008   | Mount Lemmon         | Mt. Lemmon Survey                 |
| 441594 | 2008 UA167             | 24 d'octubre de 2008   | Kitt Peak            | Spacewatch                        |
| 441595 | 2008 UH176             | 24 d'octubre de 2008   | Mount Lemmon         | Mt. Lemmon Survey                 |
| 441596 | 2008 UL178             | 24 d'octubre de 2008   | Mount Lemmon         | Mt. Lemmon Survey                 |
| 441597 | 2008 UC180             | 24 d'octubre de 2008   | Kitt Peak            | Spacewatch                        |
| 441598 | 2008 UJ186             | 20 d'octubre de 2008   | Mount Lemmon         | Mt. Lemmon Survey                 |
| 441599 | 2008 UW195             | 24 de setembre de 2008 | Mount Lemmon         | Mt. Lemmon Survey                 |
| 441600 | 2008 UC201             | 28 d'octubre de 2008   | Socorro              | LINEAR                            |

## 441601– 441700
| Nom    | Designació provisional | Data de descobriment   | Lloc de descobriment | Descobridor/s        |
| ------ | ---------------------- | ---------------------- | -------------------- | -------------------- |
| 441601 | 2008 UC208             | 22 de setembre de 2008 | Mount Lemmon         | Mt. Lemmon Survey    |
| 441602 | 2008 UK213             | 24 d'octubre de 2008   | Catalina             | CSS                  |
| 441603 | 2008 UD219             | 25 d'octubre de 2008   | Kitt Peak            | Spacewatch           |
| 441604 | 2008 UR232             | 26 d'octubre de 2008   | Kitt Peak            | Spacewatch           |
| 441605 | 2008 UT234             | 24 de maig de 2007     | Mount Lemmon         | Mt. Lemmon Survey    |
| 441606 | 2008 UV237             | 26 d'octubre de 2008   | Kitt Peak            | Spacewatch           |
| 441607 | 2008 UR239             | 26 d'octubre de 2008   | Kitt Peak            | Spacewatch           |
| 441608 | 2008 UQ271             | 28 d'octubre de 2008   | Kitt Peak            | Spacewatch           |
| 441609 | 2008 UF272             | 20 d'octubre de 2008   | Kitt Peak            | Spacewatch           |
| 441610 | 2008 UZ290             | 28 d'octubre de 2008   | Kitt Peak            | Spacewatch           |
| 441611 | 2008 UX292             | 9 d'octubre de 2008    | Kitt Peak            | Spacewatch           |
| 441612 | 2008 UL300             | 9 de setembre de 2008  | Kitt Peak            | Spacewatch           |
| 441613 | 2008 UO300             | 29 de setembre de 2008 | Catalina             | CSS                  |
| 441614 | 2008 UF309             | 30 d'octubre de 2008   | Catalina             | CSS                  |
| 441615 | 2008 US315             | 30 d'octubre de 2008   | Kitt Peak            | Spacewatch           |
| 441616 | 2008 UU315             | 30 d'octubre de 2008   | Kitt Peak            | Spacewatch           |
| 441617 | 2008 UB316             | 25 de setembre de 2008 | Mount Lemmon         | Mt. Lemmon Survey    |
| 441618 | 2008 UN320             | 31 d'octubre de 2008   | Catalina             | CSS                  |
| 441619 | 2008 US342             | 29 d'octubre de 2008   | Kitt Peak            | Spacewatch           |
| 441620 | 2008 UQ345             | 31 d'octubre de 2008   | Mount Lemmon         | Mt. Lemmon Survey    |
| 441621 | 2008 US365             | 22 d'octubre de 2008   | Mount Lemmon         | Mt. Lemmon Survey    |
| 441622 | 2008 UP366             | 20 d'octubre de 2008   | Mount Lemmon         | Mt. Lemmon Survey    |
| 441623 | 2008 US369             | 29 d'octubre de 2008   | Kitt Peak            | Spacewatch           |
| 441624 | 2008 VH1               | 1 de novembre de 2008  | Socorro              | LINEAR               |
| 441625 | 2008 VP1               | 31 d'octubre de 2008   | Catalina             | CSS                  |
| 441626 | 2008 VG5               | 2 de novembre de 2008  | Mount Lemmon         | Mt. Lemmon Survey    |
| 441627 | 2008 VD18              | 1 de novembre de 2008  | Kitt Peak            | Spacewatch           |
| 441628 | 2008 VN18              | 1 de novembre de 2008  | Kitt Peak            | Spacewatch           |
| 441629 | 2008 VJ33              | 2 de novembre de 2008  | Mount Lemmon         | Mt. Lemmon Survey    |
| 441630 | 2008 VA40              | 3 de novembre de 2008  | Mount Lemmon         | Mt. Lemmon Survey    |
| 441631 | 2008 VE51              | 4 de novembre de 2008  | Kitt Peak            | Spacewatch           |
| 441632 | 2008 VS58              | 7 de novembre de 2008  | Mount Lemmon         | Mt. Lemmon Survey    |
| 441633 | 2008 VB68              | 5 de novembre de 2008  | Siding Spring        | Siding Spring Survey |
| 441634 | 2008 VT71              | 8 de novembre de 2008  | Mount Lemmon         | Mt. Lemmon Survey    |
| 441635 | 2008 VW72              | 1 de novembre de 2008  | Mount Lemmon         | Mt. Lemmon Survey    |
| 441636 | 2008 VY74              | 1 de novembre de 2008  | Mount Lemmon         | Mt. Lemmon Survey    |
| 441637 | 2008 VZ76              | 2 de novembre de 2008  | Mount Lemmon         | Mt. Lemmon Survey    |
| 441638 | 2008 VA78              | 7 de novembre de 2008  | Mount Lemmon         | Mt. Lemmon Survey    |
| 441639 | 2008 VC78              | 7 de novembre de 2008  | Mount Lemmon         | Mt. Lemmon Survey    |
| 441640 | 2008 WG13              | 7 de novembre de 2008  | Mount Lemmon         | Mt. Lemmon Survey    |
| 441641 | 2008 WZ13              | 20 de novembre de 2008 | Mount Lemmon         | Mt. Lemmon Survey    |
| 441642 | 2008 WF24              | 18 de novembre de 2008 | Kitt Peak            | Spacewatch           |
| 441643 | 2008 WQ24              | 22 de setembre de 2008 | Mount Lemmon         | Mt. Lemmon Survey    |
| 441644 | 2008 WL27              | 24 d'octubre de 2008   | Kitt Peak            | Spacewatch           |
| 441645 | 2008 WZ28              | 19 de novembre de 2008 | Mount Lemmon         | Mt. Lemmon Survey    |
| 441646 | 2008 WO31              | 2 de març de 2006      | Kitt Peak            | Spacewatch           |
| 441647 | 2008 WQ43              | 17 de novembre de 2008 | Kitt Peak            | Spacewatch           |
| 441648 | 2008 WM44              | 17 de novembre de 2008 | Kitt Peak            | Spacewatch           |
| 441649 | 2008 WY45              | 3 de novembre de 2004  | Kitt Peak            | Spacewatch           |
| 441650 | 2008 WC66              | 18 de novembre de 2008 | Catalina             | CSS                  |
| 441651 | 2008 WZ68              | 18 de novembre de 2008 | Kitt Peak            | Spacewatch           |
| 441652 | 2008 WB72              | 28 de setembre de 2008 | Mount Lemmon         | Mt. Lemmon Survey    |
| 441653 | 2008 WZ73              | 19 de novembre de 2008 | Mount Lemmon         | Mt. Lemmon Survey    |
| 441654 | 2008 WQ74              | 20 de novembre de 2008 | Kitt Peak            | Spacewatch           |
| 441655 | 2008 WD80              | 1 d'octubre de 2008    | Mount Lemmon         | Mt. Lemmon Survey    |
| 441656 | 2008 WZ87              | 22 d'abril de 2007     | Kitt Peak            | Spacewatch           |
| 441657 | 2008 WH90              | 22 de novembre de 2008 | Kitt Peak            | Spacewatch           |
| 441658 | 2008 WQ91              | 8 de novembre de 2008  | Mount Lemmon         | Mt. Lemmon Survey    |
| 441659 | 2008 WV95              | 23 de novembre de 2008 | Socorro              | LINEAR               |
| 441660 | 2008 WS108             | 30 de novembre de 2008 | Catalina             | CSS                  |
| 441661 | 2008 WE112             | 30 de novembre de 2008 | Kitt Peak            | Spacewatch           |
| 441662 | 2008 WJ124             | 21 de novembre de 2008 | Kitt Peak            | Spacewatch           |
| 441663 | 2008 WL134             | 21 de novembre de 2008 | Mount Lemmon         | Mt. Lemmon Survey    |
| 441664 | 2008 WW134             | 30 de novembre de 2008 | Socorro              | LINEAR               |
| 441665 | 2008 WE135             | 18 de novembre de 2008 | Kitt Peak            | Spacewatch           |
| 441666 | 2008 WU137             | 24 de novembre de 2008 | Kitt Peak            | Spacewatch           |
| 441667 | 2008 WR138             | 19 de novembre de 2008 | Mount Lemmon         | Mt. Lemmon Survey    |
| 441668 | 2008 XE11              | 1 de desembre de 2008  | Catalina             | CSS                  |
| 441669 | 2008 XP14              | 1 de desembre de 2008  | Kitt Peak            | Spacewatch           |
| 441670 | 2008 XO36              | 2 de desembre de 2008  | Kitt Peak            | Spacewatch           |
| 441671 | 2008 XX37              | 20 de novembre de 2008 | Kitt Peak            | Spacewatch           |
| 441672 | 2008 XU38              | 2 de desembre de 2008  | Kitt Peak            | Spacewatch           |
| 441673 | 2008 XU43              | 23 de novembre de 2008 | Mount Lemmon         | Mt. Lemmon Survey    |
| 441674 | 2008 XK48              | 4 de desembre de 2008  | Mount Lemmon         | Mt. Lemmon Survey    |
| 441675 | 2008 XP52              | 2 de desembre de 2008  | Mount Lemmon         | Mt. Lemmon Survey    |
| 441676 | 2008 YB6               | 21 de desembre de 2008 | San Marcello         | San Marcello         |
| 441677 | 2008 YO6               | 3 de desembre de 2008  | Mount Lemmon         | Mt. Lemmon Survey    |
| 441678 | 2008 YR15              | 4 de desembre de 2008  | Mount Lemmon         | Mt. Lemmon Survey    |
| 441679 | 2008 YB18              | 21 de desembre de 2008 | Mount Lemmon         | Mt. Lemmon Survey    |
| 441680 | 2008 YE22              | 8 de novembre de 2008  | Mount Lemmon         | Mt. Lemmon Survey    |
| 441681 | 2008 YK30              | 7 de novembre de 2008  | Mount Lemmon         | Mt. Lemmon Survey    |
| 441682 | 2008 YM45              | 29 de desembre de 2008 | Mount Lemmon         | Mt. Lemmon Survey    |
| 441683 | 2008 YW47              | 21 de desembre de 2008 | Kitt Peak            | Spacewatch           |
| 441684 | 2008 YE53              | 29 de desembre de 2008 | Mount Lemmon         | Mt. Lemmon Survey    |
| 441685 | 2008 YW89              | 21 de desembre de 2008 | Mount Lemmon         | Mt. Lemmon Survey    |
| 441686 | 2008 YG93              | 21 de desembre de 2008 | Kitt Peak            | Spacewatch           |
| 441687 | 2008 YK96              | 29 de desembre de 2008 | Mount Lemmon         | Mt. Lemmon Survey    |
| 441688 | 2008 YL99              | 29 de desembre de 2008 | Kitt Peak            | Spacewatch           |
| 441689 | 2008 YC100             | 24 de maig de 2006     | Kitt Peak            | Spacewatch           |
| 441690 | 2008 YP107             | 21 de desembre de 2008 | Mount Lemmon         | Mt. Lemmon Survey    |
| 441691 | 2008 YK108             | 29 de desembre de 2008 | Kitt Peak            | Spacewatch           |
| 441692 | 2008 YS113             | 21 de desembre de 2008 | Kitt Peak            | Spacewatch           |
| 441693 | 2008 YD124             | 30 de desembre de 2008 | Kitt Peak            | Spacewatch           |
| 441694 | 2008 YN124             | 22 de desembre de 2008 | Kitt Peak            | Spacewatch           |
| 441695 | 2008 YG135             | 30 de novembre de 2008 | Mount Lemmon         | Mt. Lemmon Survey    |
| 441696 | 2008 YT139             | 30 de desembre de 2008 | Kitt Peak            | Spacewatch           |
| 441697 | 2008 YF148             | 24 de novembre de 2008 | Mount Lemmon         | Mt. Lemmon Survey    |
| 441698 | 2008 YF158             | 30 de desembre de 2008 | Mount Lemmon         | Mt. Lemmon Survey    |
| 441699 | 2008 YR159             | 21 de desembre de 2008 | Mount Lemmon         | Mt. Lemmon Survey    |
| 441700 | 2008 YU165             | 31 de desembre de 2008 | Mount Lemmon         | Mt. Lemmon Survey    |

## 441701– 441800
| Nom    | Designació provisional | Data de descobriment   | Lloc de descobriment | Descobridor/s               |
| ------ | ---------------------- | ---------------------- | -------------------- | --------------------------- |
| 441701 | 2008 YH171             | 28 de desembre de 2008 | Socorro              | LINEAR                      |
| 441702 | 2009 AY                | 1 de gener de 2009     | Bisei SG Center      | BATTeRS                     |
| 441703 | 2009 AV6               | 21 de novembre de 2008 | Mount Lemmon         | Mt. Lemmon Survey           |
| 441704 | 2009 AP9               | 2 de desembre de 2008  | Mount Lemmon         | Mt. Lemmon Survey           |
| 441705 | 2009 AT12              | 2 de gener de 2009     | Mount Lemmon         | Mt. Lemmon Survey           |
| 441706 | 2009 AB31              | 15 de gener de 2009    | Kitt Peak            | Spacewatch                  |
| 441707 | 2009 AK31              | 24 de novembre de 2008 | Mount Lemmon         | Mt. Lemmon Survey           |
| 441708 | 2009 AB32              | 2 de gener de 2009     | Kitt Peak            | Spacewatch                  |
| 441709 | 2009 AM42              | 1 de gener de 2009     | Kitt Peak            | Spacewatch                  |
| 441710 | 2009 AT46              | 7 de gener de 2009     | Kitt Peak            | Spacewatch                  |
| 441711 | 2009 BW                | 21 de desembre de 2008 | Catalina             | CSS                         |
| 441712 | 2009 BW3               | 5 de desembre de 2008  | Mount Lemmon         | Mt. Lemmon Survey           |
| 441713 | 2009 BB5               | 16 de gener de 2009    | Needville            | Dellinger, J.               |
| 441714 | 2009 BQ6               | 21 de novembre de 2008 | Mount Lemmon         | Mt. Lemmon Survey           |
| 441715 | 2009 BO9               | 2 d'octubre de 2008    | Mount Lemmon         | Mt. Lemmon Survey           |
| 441716 | 2009 BR16              | 16 de gener de 2009    | Kitt Peak            | Spacewatch                  |
| 441717 | 2009 BN19              | 29 de desembre de 2008 | Kitt Peak            | Spacewatch                  |
| 441718 | 2009 BO33              | 16 de gener de 2009    | Kitt Peak            | Spacewatch                  |
| 441719 | 2009 BC34              | 16 de gener de 2009    | Kitt Peak            | Spacewatch                  |
| 441720 | 2009 BC37              | 16 de gener de 2009    | Kitt Peak            | Spacewatch                  |
| 441721 | 2009 BK37              | 16 de gener de 2009    | Kitt Peak            | Spacewatch                  |
| 441722 | 2009 BB51              | 16 de gener de 2009    | Mount Lemmon         | Mt. Lemmon Survey           |
| 441723 | 2009 BU51              | 2 de gener de 2009     | Mount Lemmon         | Mt. Lemmon Survey           |
| 441724 | 2009 BA52              | 16 de gener de 2009    | Mount Lemmon         | Mt. Lemmon Survey           |
| 441725 | 2009 BJ52              | 2 de gener de 2009     | Mount Lemmon         | Mt. Lemmon Survey           |
| 441726 | 2009 BT52              | 16 de gener de 2009    | Mount Lemmon         | Mt. Lemmon Survey           |
| 441727 | 2009 BL53              | 16 de gener de 2009    | Mount Lemmon         | Mt. Lemmon Survey           |
| 441728 | 2009 BT60              | 4 de desembre de 2008  | Mount Lemmon         | Mt. Lemmon Survey           |
| 441729 | 2009 BL66              | 20 de gener de 2009    | Kitt Peak            | Spacewatch                  |
| 441730 | 2009 BT68              | 1 de gener de 2009     | Kitt Peak            | Spacewatch                  |
| 441731 | 2009 BD69              | 25 de gener de 2009    | Catalina             | CSS                         |
| 441732 | 2009 BZ74              | 1 de desembre de 2008  | Mount Lemmon         | Mt. Lemmon Survey           |
| 441733 | 2009 BV77              | 25 de gener de 2009    | Socorro              | LINEAR                      |
| 441734 | 2009 BR81              | 29 de desembre de 2008 | Mount Lemmon         | Mt. Lemmon Survey           |
| 441735 | 2009 BC89              | 25 de gener de 2009    | Kitt Peak            | Spacewatch                  |
| 441736 | 2009 BO90              | 15 de gener de 2009    | Kitt Peak            | Spacewatch                  |
| 441737 | 2009 BB99              | 26 de gener de 2009    | Purple Mountain      | PMO NEO Survey Program      |
| 441738 | 2009 BL102             | 29 de gener de 2009    | Mount Lemmon         | Mt. Lemmon Survey           |
| 441739 | 2009 BP103             | 25 de gener de 2009    | Kitt Peak            | Spacewatch                  |
| 441740 | 2009 BN107             | 18 de gener de 2009    | Kitt Peak            | Spacewatch                  |
| 441741 | 2009 BN110             | 31 de gener de 2009    | Mount Lemmon         | Mt. Lemmon Survey           |
| 441742 | 2009 BR111             | 29 de gener de 2009    | Kitt Peak            | Spacewatch                  |
| 441743 | 2009 BH134             | 2 de gener de 2009     | Mount Lemmon         | Mt. Lemmon Survey           |
| 441744 | 2009 BA136             | 29 de gener de 2009    | Kitt Peak            | Spacewatch                  |
| 441745 | 2009 BM139             | 29 de gener de 2009    | Kitt Peak            | Spacewatch                  |
| 441746 | 2009 BJ141             | 30 de gener de 2009    | Kitt Peak            | Spacewatch                  |
| 441747 | 2009 BJ150             | 31 de gener de 2009    | Kitt Peak            | Spacewatch                  |
| 441748 | 2009 BF157             | 25 de gener de 2009    | Kitt Peak            | Spacewatch                  |
| 441749 | 2009 BB159             | 25 de gener de 2009    | Kitt Peak            | Spacewatch                  |
| 441750 | 2009 BG169             | 18 de gener de 2009    | Kitt Peak            | Spacewatch                  |
| 441751 | 2009 BL175             | 29 de gener de 2009    | Kitt Peak            | Spacewatch                  |
| 441752 | 2009 CG2               | 2 de febrer de 2009    | Moletai              | Cernis, K., Zdanavicius, J. |
| 441753 | 2009 CY3               | 1 de gener de 2009     | Mount Lemmon         | Mt. Lemmon Survey           |
| 441754 | 2009 CG4               | 19 de novembre de 2008 | Mount Lemmon         | Mt. Lemmon Survey           |
| 441755 | 2009 CU5               | 14 de febrer de 2009   | La Sagra             | OAM                         |
| 441756 | 2009 CU14              | 1 de febrer de 2009    | Kitt Peak            | Spacewatch                  |
| 441757 | 2009 CK21              | 15 de gener de 2009    | Kitt Peak            | Spacewatch                  |
| 441758 | 2009 CN22              | 18 de gener de 2009    | Mount Lemmon         | Mt. Lemmon Survey           |
| 441759 | 2009 CO28              | 17 de gener de 2009    | Kitt Peak            | Spacewatch                  |
| 441760 | 2009 CS30              | 1 de febrer de 2009    | Kitt Peak            | Spacewatch                  |
| 441761 | 2009 CU34              | 2 de febrer de 2009    | Mount Lemmon         | Mt. Lemmon Survey           |
| 441762 | 2009 CD39              | 13 de febrer de 2009   | Kitt Peak            | Spacewatch                  |
| 441763 | 2009 CS41              | 29 de gener de 2009    | Kitt Peak            | Spacewatch                  |
| 441764 | 2009 CZ47              | 29 de gener de 2009    | Mount Lemmon         | Mt. Lemmon Survey           |
| 441765 | 2009 CJ50              | 14 de febrer de 2009   | La Sagra             | OAM                         |
| 441766 | 2009 CR51              | 22 de desembre de 2008 | Mount Lemmon         | Mt. Lemmon Survey           |
| 441767 | 2009 CK52              | 15 de gener de 2009    | Kitt Peak            | Spacewatch                  |
| 441768 | 2009 CX64              | 5 de febrer de 2009    | Kitt Peak            | Spacewatch                  |
| 441769 | 2009 DT2               | 2 de febrer de 2009    | Mount Lemmon         | Mt. Lemmon Survey           |
| 441770 | 2009 DQ3               | 19 de febrer de 2009   | Sandlot              | Hug, G.                     |
| 441771 | 2009 DU3               | 17 de febrer de 2009   | Socorro              | LINEAR                      |
| 441772 | 2009 DE4               | 15 de gener de 2009    | Kitt Peak            | Spacewatch                  |
| 441773 | 2009 DU7               | 30 de desembre de 2008 | Mount Lemmon         | Mt. Lemmon Survey           |
| 441774 | 2009 DM31              | 1 de gener de 2009     | Kitt Peak            | Spacewatch                  |
| 441775 | 2009 DS34              | 20 de febrer de 2009   | Kitt Peak            | Spacewatch                  |
| 441776 | 2009 DM41              | 16 de gener de 2009    | Kitt Peak            | Spacewatch                  |
| 441777 | 2009 DF45              | 22 de febrer de 2009   | Socorro              | LINEAR                      |
| 441778 | 2009 DZ45              | 26 de gener de 2009    | XuYi                 | PMO NEO Survey Program      |
| 441779 | 2009 DF49              | 19 de febrer de 2009   | Kitt Peak            | Spacewatch                  |
| 441780 | 2009 DG49              | 19 de febrer de 2009   | Kitt Peak            | Spacewatch                  |
| 441781 | 2009 DA55              | 1 de febrer de 2009    | Kitt Peak            | Spacewatch                  |
| 441782 | 2009 DY63              | 22 de febrer de 2009   | Kitt Peak            | Spacewatch                  |
| 441783 | 2009 DT64              | 3 de febrer de 2009    | Kitt Peak            | Spacewatch                  |
| 441784 | 2009 DA72              | 29 d'octubre de 2008   | Mount Lemmon         | Mt. Lemmon Survey           |
| 441785 | 2009 DB79              | 21 de febrer de 2009   | Kitt Peak            | Spacewatch                  |
| 441786 | 2009 DF89              | 24 de febrer de 2009   | Kitt Peak            | Spacewatch                  |
| 441787 | 2009 DK107             | 28 de febrer de 2009   | Kitt Peak            | Spacewatch                  |
| 441788 | 2009 DE126             | 19 de febrer de 2009   | Kitt Peak            | Spacewatch                  |
| 441789 | 2009 DA135             | 20 de febrer de 2009   | Kitt Peak            | Spacewatch                  |
| 441790 | 2009 EQ12              | 6 de novembre de 2008  | Mount Lemmon         | Mt. Lemmon Survey           |
| 441791 | 2009 EC16              | 14 de febrer de 2009   | Kitt Peak            | Spacewatch                  |
| 441792 | 2009 ED18              | 15 de març de 2009     | Kitt Peak            | Spacewatch                  |
| 441793 | 2009 EL18              | 15 de març de 2009     | Kitt Peak            | Spacewatch                  |
| 441794 | 2009 ES24              | 2 de març de 2009      | Mount Lemmon         | Mt. Lemmon Survey           |
| 441795 | 2009 FM9               | 20 de febrer de 2009   | Catalina             | CSS                         |
| 441796 | 2009 FN27              | 1 d'octubre de 2008    | Mount Lemmon         | Mt. Lemmon Survey           |
| 441797 | 2009 FQ27              | 27 de febrer de 2000   | Kitt Peak            | Spacewatch                  |
| 441798 | 2009 FV27              | 21 de març de 2009     | Catalina             | CSS                         |
| 441799 | 2009 FJ41              | 21 de març de 2009     | Catalina             | CSS                         |

## 441801– 441900
| Nom    | Designació provisional | Data de descobriment   | Lloc de descobriment | Descobridor/s                |
| ------ | ---------------------- | ---------------------- | -------------------- | ---------------------------- |
| 441800 | 2009 FY45              | 1 de febrer de 2009    | Mount Lemmon         | Mt. Lemmon Survey            |
| 441801 | 2009 FV53              | 17 de desembre de 2007 | Mount Lemmon         | Mt. Lemmon Survey            |
| 441802 | 2009 FH64              | 31 de març de 2009     | Kitt Peak            | Spacewatch                   |
| 441803 | 2009 FC65              | 29 de febrer de 2004   | Kitt Peak            | Spacewatch                   |
| 441804 | 2009 FW73              | 28 de març de 2009     | Mount Lemmon         | Mt. Lemmon Survey            |
| 441805 | 2009 HQ8               | 21 d'octubre de 2007   | Mount Lemmon         | Mt. Lemmon Survey            |
| 441806 | 2009 HJ24              | 2 d'abril de 2009      | Mount Lemmon         | Mt. Lemmon Survey            |
| 441807 | 2009 HE34              | 26 de març de 2009     | Mount Lemmon         | Mt. Lemmon Survey            |
| 441808 | 2009 HV39              | 2 de març de 2009      | Kitt Peak            | Spacewatch                   |
| 441809 | 2009 HV48              | 19 d'abril de 2009     | Kitt Peak            | Spacewatch                   |
| 441810 | 2009 HD99              | 22 d'abril de 2009     | Mount Lemmon         | Mt. Lemmon Survey            |
| 441811 | 2009 HF102             | 20 d'abril de 2009     | Mount Lemmon         | Mt. Lemmon Survey            |
| 441812 | 2009 JH8               | 20 d'abril de 2009     | Kitt Peak            | Spacewatch                   |
| 441813 | 2009 KH5               | 24 de maig de 2009     | Kitt Peak            | Spacewatch                   |
| 441814 | 2009 KP23              | 31 de març de 2009     | Mount Lemmon         | Mt. Lemmon Survey            |
| 441815 | 2009 KU23              | 30 d'abril de 2009     | Kitt Peak            | Spacewatch                   |
| 441816 | 2009 KC24              | 27 de maig de 2009     | Kitt Peak            | Spacewatch                   |
| 441817 | 2009 LM4               | 12 de juny de 2009     | Kitt Peak            | Spacewatch                   |
| 441818 | 2009 MW8               | 28 de juny de 2009     | La Sagra             | OAM                          |
| 441819 | 2009 NW1               | 11 de juliol de 2009   | Siding Spring        | Siding Spring Survey         |
| 441820 | 2009 OD10              | 29 de juliol de 2009   | La Sagra             | OAM                          |
| 441821 | 2009 OW12              | 27 de juliol de 2009   | Kitt Peak            | Spacewatch                   |
| 441822 | 2009 OC17              | 28 de juliol de 2009   | Kitt Peak            | Spacewatch                   |
| 441823 | 2009 QO5               | 18 d'agost de 2009     | Kitt Peak            | Spacewatch                   |
| 441824 | 2009 RO61              | 1 d'abril de 2008      | Kitt Peak            | Spacewatch                   |
| 441825 | 2009 SK1               | 17 de setembre de 2009 | Catalina             | CSS                          |
| 441826 | 2009 SR64              | 19 d'abril de 2007     | Kitt Peak            | Spacewatch                   |
| 441827 | 2009 SA88              | 18 de setembre de 2009 | Kitt Peak            | Spacewatch                   |
| 441828 | 2009 SF97              | 20 de setembre de 2009 | Mount Lemmon         | Mt. Lemmon Survey            |
| 441829 | 2009 SQ241             | 18 de setembre de 2009 | Catalina             | CSS                          |
| 441830 | 2009 SJ244             | 10 de desembre de 2006 | Kitt Peak            | Spacewatch                   |
| 441831 | 2009 SB286             | 25 de setembre de 2009 | Mount Lemmon         | Mt. Lemmon Survey            |
| 441832 | 2009 SK343             | 17 de setembre de 2009 | Kitt Peak            | Spacewatch                   |
| 441833 | 2009 TU19              | 20 de setembre de 2009 | Mount Lemmon         | Mt. Lemmon Survey            |
| 441834 | 2009 TW47              | 1 d'octubre de 2009    | Mount Lemmon         | Mt. Lemmon Survey            |
| 441835 | 2009 UH53              | 15 de setembre de 2009 | Kitt Peak            | Spacewatch                   |
| 441836 | 2009 UC82              | 11 d'octubre de 2009   | Mount Lemmon         | Mt. Lemmon Survey            |
| 441837 | 2009 UZ125             | 14 d'octubre de 2009   | Catalina             | CSS                          |
| 441838 | 2009 VJ5               | 24 de desembre de 2006 | Kitt Peak            | Spacewatch                   |
| 441839 | 2009 VU28              | 20 de setembre de 2009 | Mount Lemmon         | Mt. Lemmon Survey            |
| 441840 | 2009 VK31              | 26 d'octubre de 2009   | Kitt Peak            | Spacewatch                   |
| 441841 | 2009 VB35              | 29 de març de 2008     | Mount Lemmon         | Mt. Lemmon Survey            |
| 441842 | 2009 VJ35              | 10 de novembre de 2009 | Mount Lemmon         | Mt. Lemmon Survey            |
| 441843 | 2009 VK53              | 24 d'octubre de 2009   | Kitt Peak            | Spacewatch                   |
| 441844 | 2009 VK58              | 15 de novembre de 2009 | Catalina             | CSS                          |
| 441845 | 2009 VU73              | 20 de setembre de 2009 | Mount Lemmon         | Mt. Lemmon Survey            |
| 441846 | 2009 VX98              | 15 de març de 2007     | Kitt Peak            | Spacewatch                   |
| 441847 | 2009 VG114             | 9 de novembre de 2009  | Kitt Peak            | Spacewatch                   |
| 441848 | 2009 WN10              | 17 de novembre de 2009 | Catalina             | CSS                          |
| 441849 | 2009 WO20              | 27 de desembre de 2006 | Mount Lemmon         | Mt. Lemmon Survey            |
| 441850 | 2009 WJ23              | 18 de novembre de 2009 | Kitt Peak            | Spacewatch                   |
| 441851 | 2009 WK33              | 16 de novembre de 2009 | Kitt Peak            | Spacewatch                   |
| 441852 | 2009 WC42              | 17 de novembre de 2009 | Kitt Peak            | Spacewatch                   |
| 441853 | 2009 WD71              | 10 de novembre de 2009 | Kitt Peak            | Spacewatch                   |
| 441854 | 2009 WR96              | 20 de novembre de 2009 | Mount Lemmon         | Mt. Lemmon Survey            |
| 441855 | 2009 WY96              | 21 de setembre de 2009 | Mount Lemmon         | Mt. Lemmon Survey            |
| 441856 | 2009 WD101             | 25 d'octubre de 2009   | Kitt Peak            | Spacewatch                   |
| 441857 | 2009 WP162             | 21 de novembre de 2009 | Kitt Peak            | Spacewatch                   |
| 441858 | 2009 WS169             | 24 d'octubre de 2009   | Kitt Peak            | Spacewatch                   |
| 441859 | 2009 WU171             | 13 de desembre de 2006 | Kitt Peak            | Spacewatch                   |
| 441860 | 2009 WH190             | 24 de novembre de 2009 | Kitt Peak            | Spacewatch                   |
| 441861 | 2009 WF219             | 16 de novembre de 2009 | Kitt Peak            | Spacewatch                   |
| 441862 | 2009 WX260             | 25 de novembre de 2009 | Kitt Peak            | Spacewatch                   |
| 441863 | 2009 WE262             | 18 de novembre de 2009 | Kitt Peak            | Spacewatch                   |
| 441864 | 2009 XG                | 26 de novembre de 2009 | Mount Lemmon         | Mt. Lemmon Survey            |
| 441865 | 2009 YZ2               | 17 de desembre de 2009 | Mount Lemmon         | Mt. Lemmon Survey            |
| 441866 | 2009 YM11              | 18 de desembre de 2009 | Mount Lemmon         | Mt. Lemmon Survey            |
| 441867 | 2009 YA15              | 18 de desembre de 2009 | Mount Lemmon         | Mt. Lemmon Survey            |
| 441868 | 2009 YC17              | 16 de desembre de 2009 | Kitt Peak            | Spacewatch                   |
| 441869 | 2009 YG23              | 17 de novembre de 2009 | Mount Lemmon         | Mt. Lemmon Survey            |
| 441870 | 2009 YF25              | 26 de desembre de 2009 | Kitt Peak            | Spacewatch                   |
| 441871 | 2010 AX38              | 21 de novembre de 2009 | Mount Lemmon         | Mt. Lemmon Survey            |
| 441872 | 2010 AC40              | 9 de gener de 2010     | Tzec Maun            | Chestnov, D., Novichonok, A. |
| 441873 | 2010 AB55              | 8 de gener de 2010     | Kitt Peak            | Spacewatch                   |
| 441874 | 2010 AC60              | 6 de gener de 2010     | Catalina             | CSS                          |
| 441875 | 2010 AX128             | 29 d'agost de 2006     | Catalina             | CSS                          |
| 441876 | 2010 AV133             | 15 de gener de 2010    | WISE                 | WISE                         |
| 441877 | 2010 BS6               | 21 d'abril de 2006     | Catalina             | CSS                          |
| 441878 | 2010 BK13              | 16 de gener de 2010    | WISE                 | WISE                         |
| 441879 | 2010 BC74              | 23 de gener de 2010    | WISE                 | WISE                         |
| 441880 | 2010 CX9               | 8 de febrer de 2010    | WISE                 | WISE                         |
| 441881 | 2010 CW31              | 9 de febrer de 2010    | Catalina             | CSS                          |
| 441882 | 2010 CC51              | 1 de desembre de 2008  | Kitt Peak            | Spacewatch                   |
| 441883 | 2010 CM70              | 13 de febrer de 2010   | Mount Lemmon         | Mt. Lemmon Survey            |
| 441884 | 2010 CX73              | 29 de juliol de 2008   | Kitt Peak            | Spacewatch                   |
| 441885 | 2010 CH79              | 20 de novembre de 2008 | Mount Lemmon         | Mt. Lemmon Survey            |
| 441886 | 2010 CZ98              | 14 de febrer de 2010   | Kitt Peak            | Spacewatch                   |
| 441887 | 2010 CS103             | 14 de febrer de 2010   | Kitt Peak            | Spacewatch                   |
| 441888 | 2010 CY155             | 15 de febrer de 2010   | Kitt Peak            | Spacewatch                   |
| 441889 | 2010 CH161             | 26 de maig de 1998     | Kitt Peak            | Spacewatch                   |
| 441890 | 2010 CC162             | 9 de febrer de 2010    | Kitt Peak            | Spacewatch                   |
| 441891 | 2010 CE181             | 23 de maig de 2003     | Kitt Peak            | Spacewatch                   |
| 441892 | 2010 CU181             | 6 d'octubre de 2008    | Mount Lemmon         | Mt. Lemmon Survey            |
| 441893 | 2010 CC182             | 14 de febrer de 2010   | Haleakala            | Pan-STARRS 1                 |
| 441894 | 2010 DT25              | 19 de febrer de 2010   | WISE                 | WISE                         |
| 441895 | 2010 EM                | 1 de març de 2010      | WISE                 | WISE                         |
| 441896 | 2010 EF29              | 15 de febrer de 2010   | Kitt Peak            | Spacewatch                   |
| 441897 | 2010 EG32              | 4 de març de 2010      | Kitt Peak            | Spacewatch                   |
| 441898 | 2010 EP33              | 4 de març de 2010      | Kitt Peak            | Spacewatch                   |
| 441899 | 2010 EU66              | 4 de març de 2010      | Kitt Peak            | Spacewatch                   |

## 441901– 442000
| Nom    | Designació provisional | Data de descobriment   | Lloc de descobriment | Descobridor/s     |
| ------ | ---------------------- | ---------------------- | -------------------- | ----------------- |
| 441900 | 2010 EC68              | 12 de març de 2010     | Mount Lemmon         | Mt. Lemmon Survey |
| 441901 | 2010 ES73              | 19 de febrer de 2010   | Mount Lemmon         | Mt. Lemmon Survey |
| 441902 | 2010 EX77              | 19 de febrer de 2010   | Mount Lemmon         | Mt. Lemmon Survey |
| 441903 | 2010 EH97              | 14 de març de 2010     | Mount Lemmon         | Mt. Lemmon Survey |
| 441904 | 2010 EZ102             | 14 de setembre de 2007 | Mount Lemmon         | Mt. Lemmon Survey |
| 441905 | 2010 EH104             | 17 de desembre de 2009 | Kitt Peak            | Spacewatch        |
| 441906 | 2010 EC111             | 13 de març de 2010     | Kitt Peak            | Spacewatch        |
| 441907 | 2010 EW122             | 15 de març de 2010     | Kitt Peak            | Spacewatch        |
| 441908 | 2010 EM134             | 12 de març de 2010     | Kitt Peak            | Spacewatch        |
| 441909 | 2010 EN171             | 24 d'abril de 2006     | Kitt Peak            | Spacewatch        |
| 441910 | 2010 FW14              | 17 de març de 2010     | Catalina             | CSS               |
| 441911 | 2010 FU19              | 18 de març de 2010     | Mount Lemmon         | Mt. Lemmon Survey |
| 441912 | 2010 FD85              | 19 de març de 2010     | Catalina             | CSS               |
| 441913 | 2010 FO87              | 10 d'agost de 2007     | Kitt Peak            | Spacewatch        |
| 441914 | 2010 FL101             | 16 de març de 2010     | Catalina             | CSS               |
| 441915 | 2010 GT94              | 24 de gener de 2007    | Mount Lemmon         | Mt. Lemmon Survey |
| 441916 | 2010 GO119             | 11 d'abril de 2010     | Kitt Peak            | Spacewatch        |
| 441917 | 2010 GT123             | 16 de febrer de 2010   | Mount Lemmon         | Mt. Lemmon Survey |
| 441918 | 2010 GN127             | 25 de maig de 2006     | Kitt Peak            | Spacewatch        |
| 441919 | 2010 GE142             | 9 d'abril de 2010      | Mount Lemmon         | Mt. Lemmon Survey |
| 441920 | 2010 GW145             | 16 de gener de 2010    | WISE                 | WISE              |
| 441921 | 2010 HB5               | 16 d'abril de 2010     | WISE                 | WISE              |
| 441922 | 2010 HK45              | 23 d'abril de 2010     | WISE                 | WISE              |
| 441923 | 2010 HA70              | 27 d'abril de 2010     | WISE                 | WISE              |
| 441924 | 2010 JB2               | 3 de maig de 2010      | Kitt Peak            | Spacewatch        |
| 441925 | 2010 JK3               | 30 de gener de 2010    | WISE                 | WISE              |
| 441926 | 2010 JL13              | 2 de maig de 2010      | WISE                 | WISE              |
| 441927 | 2010 JQ30              | 19 de gener de 2005    | Kitt Peak            | Spacewatch        |
| 441928 | 2010 JT31              | 5 de maig de 2010      | La Sagra             | OAM               |
| 441929 | 2010 JB34              | 4 de maig de 2010      | Catalina             | CSS               |
| 441930 | 2010 JM37              | 8 d'abril de 2010      | Kitt Peak            | Spacewatch        |
| 441931 | 2010 JS43              | 4 de maig de 2010      | Kitt Peak            | Spacewatch        |
| 441932 | 2010 JZ43              | 4 de maig de 2010      | Kitt Peak            | Spacewatch        |
| 441933 | 2010 JU45              | 7 de maig de 2010      | Kitt Peak            | Spacewatch        |
| 441934 | 2010 JB77              | 8 de maig de 2010      | Mount Lemmon         | Mt. Lemmon Survey |
| 441935 | 2010 JZ77              | 10 de febrer de 2010   | WISE                 | WISE              |
| 441936 | 2010 JP78              | 2 d'abril de 2006      | Kitt Peak            | Spacewatch        |
| 441937 | 2010 JK83              | 8 de març de 2005      | Kitt Peak            | Spacewatch        |
| 441938 | 2010 JA114             | 9 de maig de 2010      | Mount Lemmon         | Mt. Lemmon Survey |
| 441939 | 2010 JG133             | 14 de maig de 2010     | WISE                 | WISE              |
| 441940 | 2010 JL147             | 8 d'abril de 2010      | Kitt Peak            | Spacewatch        |
| 441941 | 2010 JV149             | 7 de maig de 2010      | Mount Lemmon         | Mt. Lemmon Survey |
| 441942 | 2010 KB35              | 19 de maig de 2010     | WISE                 | WISE              |
| 441943 | 2010 KF62              | 19 de maig de 2010     | Catalina             | CSS               |
| 441944 | 2010 KZ78              | 25 de maig de 2010     | WISE                 | WISE              |
| 441945 | 2010 KZ79              | 25 de maig de 2010     | WISE                 | WISE              |
| 441946 | 2010 KR95              | 28 de maig de 2010     | WISE                 | WISE              |
| 441947 | 2010 LE12              | 2 de juny de 2010      | WISE                 | WISE              |
| 441948 | 2010 LD17              | 2 de juny de 2010      | WISE                 | WISE              |
| 441949 | 2010 LZ33              | 11 de març de 2005     | Mount Lemmon         | Mt. Lemmon Survey |
| 441950 | 2010 LG35              | 5 de maig de 2010      | Mount Lemmon         | Mt. Lemmon Survey |
| 441951 | 2010 LB57              | 9 de juny de 2010      | WISE                 | WISE              |
| 441952 | 2010 LR68              | 8 de juny de 2010      | WISE                 | WISE              |
| 441953 | 2010 LZ69              | 9 de juny de 2010      | WISE                 | WISE              |
| 441954 | 2010 LY72              | 10 de juny de 2010     | WISE                 | WISE              |
| 441955 | 2010 LL78              | 10 de juny de 2010     | WISE                 | WISE              |
| 441956 | 2010 LM86              | 11 de juny de 2010     | WISE                 | WISE              |
| 441957 | 2010 LD100             | 13 de juny de 2010     | WISE                 | WISE              |
| 441958 | 2010 LR101             | 13 de juny de 2010     | WISE                 | WISE              |
| 441959 | 2010 LR116             | 14 de juny de 2010     | WISE                 | WISE              |
| 441960 | 2010 LV117             | 14 de juny de 2010     | WISE                 | WISE              |
| 441961 | 2010 MN6               | 16 de juny de 2010     | WISE                 | WISE              |
| 441962 | 2010 MJ23              | 12 d'octubre de 2005   | Kitt Peak            | Spacewatch        |
| 441963 | 2010 MB24              | 18 de juny de 2010     | WISE                 | WISE              |
| 441964 | 2010 MA26              | 5 de desembre de 2005  | Kitt Peak            | Spacewatch        |
| 441965 | 2010 MS33              | 22 d'octubre de 2005   | Kitt Peak            | Spacewatch        |
| 441966 | 2010 MN37              | 21 de juny de 2010     | WISE                 | WISE              |
| 441967 | 2010 MB49              | 29 d'octubre de 2005   | Kitt Peak            | Spacewatch        |
| 441968 | 2010 MD66              | 25 de desembre de 2006 | Kitt Peak            | Spacewatch        |
| 441969 | 2010 MO70              | 25 de juny de 2010     | WISE                 | WISE              |
| 441970 | 2010 MK72              | 25 de juny de 2010     | WISE                 | WISE              |
| 441971 | 2010 MT77              | 26 de juny de 2010     | WISE                 | WISE              |
| 441972 | 2010 MS79              | 26 de juny de 2010     | WISE                 | WISE              |
| 441973 | 2010 MN81              | 27 de juny de 2010     | WISE                 | WISE              |
| 441974 | 2010 MQ92              | 28 de juny de 2010     | WISE                 | WISE              |
| 441975 | 2010 MX93              | 27 de novembre de 2006 | Mount Lemmon         | Mt. Lemmon Survey |
| 441976 | 2010 MW108             | 30 de juny de 2010     | WISE                 | WISE              |
| 441977 | 2010 MJ110             | 30 de juny de 2010     | WISE                 | WISE              |
| 441978 | 2010 MC111             | 30 de juny de 2010     | WISE                 | WISE              |
| 441979 | 2010 ND22              | 6 de juliol de 2010    | WISE                 | WISE              |
| 441980 | 2010 NT23              | 6 de juliol de 2010    | WISE                 | WISE              |
| 441981 | 2010 NV31              | 29 d'octubre de 2005   | Catalina             | CSS               |
| 441982 | 2010 NJ42              | 25 d'octubre de 2005   | Catalina             | CSS               |
| 441983 | 2010 NQ42              | 26 d'octubre de 2005   | Kitt Peak            | Spacewatch        |
| 441984 | 2010 NX43              | 9 de juliol de 2010    | WISE                 | WISE              |
| 441985 | 2010 NP53              | 10 de juliol de 2010   | WISE                 | WISE              |
| 441986 | 2010 NG63              | 11 de juliol de 2010   | WISE                 | WISE              |
| 441987 | 2010 NY65              | 14 de juliol de 2010   | WISE                 | WISE              |
| 441988 | 2010 NS71              | 14 de juliol de 2010   | WISE                 | WISE              |
| 441989 | 2010 NA81              | 16 de juliol de 2010   | WISE                 | WISE              |
| 441990 | 2010 NC84              | 1 de juliol de 2010    | WISE                 | WISE              |
| 441991 | 2010 NO84              | 1 de juliol de 2010    | WISE                 | WISE              |
| 441992 | 2010 NG86              | 1 de juliol de 2010    | WISE                 | WISE              |
| 441993 | 2010 NT102             | 30 d'octubre de 2005   | Kitt Peak            | Spacewatch        |
| 441994 | 2010 NX103             | 12 de juliol de 2010   | WISE                 | WISE              |
| 441995 | 2010 NU106             | 21 de febrer de 2007   | Mount Lemmon         | Mt. Lemmon Survey |
| 441996 | 2010 OY5               | 16 de juliol de 2010   | WISE                 | WISE              |
| 441997 | 2010 OZ5               | 1 de novembre de 2005  | Anderson Mesa        | LONEOS            |
| 441998 | 2010 OK6               | 16 de juliol de 2010   | WISE                 | WISE              |
| 441999 | 2010 OQ12              | 18 de març de 2007     | Kitt Peak            | Spacewatch        |
| 442000 | 2010 OL14              | 17 de juliol de 2010   | WISE                 | WISE              |